# Japan op de Olympische Zomerspelen 2024
Japan nam deel aan de Olympische Zomerspelen 2024 in Parijs, Frankrijk. Mitsugi Ogata werd aangeduid als chef de mission.

## Medailleoverzicht
| Medaille | Naam | Sport            | Onderdeel                         | Datum       |
| -------- | --- | ---------------- | --------------------------------- | ----------- |
| Goud     | Natsumi Tsunodal | Judo             | Extra licht -48 kg (v)            | 27 juli     |
| Goud     | Hifumi Abe | Judo             | Half licht -66 kg (m)             | 28 juli     |
| Goud     | Coco Yoshizawa | Skateboarden     | street (v)                        | 28 juli     |
| Goud     | Koki Kano | Schermen         | degen (m)                         | 28 juli     |
| Goud     | Yuto Horigome | Skateboarden     | street (m)                        | 28 juli     |
| Goud     | Takaaki Sugino Shinnosuke Oka Daiki Hashimoto Kazuma Kaya Wataru Tanigawa | Turnen           | team (m)                          | 29 juli     |
| Goud     | Takanori Nagase | Judo             | Half midden -81 kg (m)            | 30 juli     |
| Goud     | Shinnosuke Oka | Turnen           | Meerkamp (m)                      | 31 juli     |
| Goud     | Kazuki Iimura Kyosuke Matsuyama Takahiro Shikine Yudai Nagano | Schermen         | Floret team (m)                   | 4 augustus  |
| Goud     | Shinnosuke Oka | Turnen           | Rekstok (m)                       | 5 augustus  |
| Goud     | Kenichiro Fumita | Worstelen        | Grieks-Romeins Bantam -60 kg (m)  | 6 augustus  |
| Goud     | Nao Kusaka | Worstelen        | Grieks-Romeins Welter -77 kg (m)  | 7 augustus  |
| Goud     | Akari Fujinami | Worstelen        | Vrije stijl Bantam -53 kg (v)     | 8 augustus  |
| Goud     | Rei Higuchi | Worstelen        | Vrje stijl Bantam -57 kg (m)      | 9 augustus  |
| Goud     | Tsugumi Sakurai | Worstelen        | Welter -57 kg (v)                 | 9 augustus  |
| Goud     | Ami Yuasa | Breaking         | B-Girls (v)                       | 9 augustus  |
| Goud     | Haruka Kitaguchi | Atletiek         | Speerwerpen (v)                   | 10 augustus |
| Goud     | Sakura Motoki | Worstelen        | Vrije stijl Midden -62 kg (v)     | 10 augustus |
| Goud     | Kotaro Kiyooka | Worstelen        | Vrije stijl Licht -65 kg (m)      | 11 augustus |
| Goud     | Yuka Kagami | Worstelen        | Vrije stijl Zwaar -76 kg (v)      | 11 augustus |
|          | |                  |                                   |             |
| Zilver   | Liz Akama | Skateboarden     | street (v)                        | 28 juli     |
| Zilver   | Tomoyuki Matsushita | Zwemmen          | 400 m wisselslag (m)              | 28 juli     |
| Zilver   | Sanshiro Murao | Judo             | Midden -90 kg (m)                 | 31 juli     |
| Zilver   | Akira Komata Koki Kano Masaru Yamada Kazuyasu Minobe | Schermen         | Degen team (m)                    | 2 augustus  |
| Zilver   | judoteam Uta Abe Hifumi Abe Haruka Funakubo Soichi Hashimoto Natsumi Tsunoda Ryuju Nagayama Saki Niizoe Sanshiro Murao Miku Takaichi Takanori Nagase Aaron Wolf Rika Takayama Akira Sone Tatsuru Saito | Judo             | Team (x)                          | 3 augustus  |
| Zilver   | Kokona Hiraki | Skateboarden     | Park (v)                          | 6 augustus  |
| Zilver   | Keiju Okada Miho Yoshioka | Zeilen           | 470 (x)                           | 8 augustus  |
| Zilver   | Sorato Anraku | Klimsport        | gecombineerd (m)                  | 9 augustus  |
| Zilver   | Rikuto Tamai | Schoonspringen   | 10 m toren (m)                    | 10 augustus |
| Zilver   | Miwa Harimoto Hina Hayata Miu Hirano | Tafeltennis      | team (v)                          | 10 augustus |
| Zilver   | Daichi Takatani | Worstelen        | Vrije stijl Welter -74 kg (m)     | 10 augustus |
| Zilver   | Taishu Sato | Moderne vijfkamp | individueel (m)                   | 10 augustus |
|          | |                  |                                   |             |
| Brons    | Ryuju Nagayama | Judo             | Extra licht -60 kg (m)            | 27 juli     |
| Brons    | Ryuzo Kitajima op Cekatinka Yoshiaki Oiwa op Mgh Grafton Street Toshiyuki Tanaka op Jefferson Kazuma Tomoto op Vinci De La Vigne                                                                       | Eventing         | team (x)                          | 29 juli     |
| Brons    | Soichi Hashimoto | Judo             | Licht -73 kg (m)                  | 29 juli     |
| Brons    | Haruka Funakubo | Judo             | Licht -57 kg (v)                  | 29 juli     |
| Brons    | Sera Azuma Yuka Ueno Karin Miyawaki Komaki Kikuchi | Schermen         | Floret team (v)                   | 1 augustus  |
| Brons    | Arisa Higashino Yuta Watanabe | Badminton        | Dubbelspel (x)                    | 2 augustus  |
| Brons    | Hina Hayata | Tafeltennis      | Enkelspel (v)                     | 3 augustus  |
| Brons    | Nami Matsuyama Chiharu Shida | Badminton        | Dubbelspel (v)                    | 3 augustus  |
| Brons    | Risa Takashima Seri Ozaki Misaki Emura Shihomi Fukushima | Schermen         | Sabel team (v)                    | 3 augustus  |
| Brons    | Hideki Matsuyama | Golf             | individueel (m)                   | 4 augustus  |
| Brons    | Shinnosuke Oka | Turnen           | Brug (m)                          | 5 augustus  |
| Brons    | Nonoka Ozaki | Worstelen        | Vrije stijl Lichtzwaar -68 kg (v) | 6 augustus  |
| Brons    | Yui Susaki | Worstelen        | Vrije stijl Vlieg -50 kg (v)      | 7 augustus  |

## Aantal Deelnemers
Hieronder volgt een overzicht van de atleten die zich kwalificeerden voor de Olympische Zomerspelen van 2024.
| Sport            | Mannen | Vrouwen | Totaal |
| ---------------- | ------ | ------- | ------ |
| Atletiek         | 29     | 20      | 29     |
| Badminton        | 5      | 7       | 12     |
| Basketbal        | 12     | 12      | 24     |
| Boksen           | 2      | 0       | 2      |
| Boogschieten     | 3      | 1       | 4      |
| Breaking         | 2      | 0       | 2      |
| Gewichtheffen    | 2      | 1       | 3      |
| Golf             | 2      | 2       | 4      |
| Gymnastiek       | 6      | 5       | 11     |
| Handbal          | 14     | 0       | 14     |
| Hockey           | 0      | 16      | 16     |
| Judo             | 7      | 7       | 14     |
| Kanovaren        | 2      | 1       | 3      |
| Klimsport        | 2      | 2       | 4      |
| Moderne vijfkamp | 1      | 1       | 2      |
| Paardensport     | 6      | 0       | 6      |
| Roeien           | 3      | 2       | 5      |
| Rugby            | 12     | 12      | 24     |
| Schermen         | 7      | 7       | 14     |
| Schietsport      | 2      | 1       | 3      |
| Schoonspringen   | 2      | 3       | 5      |
| Skateboarden     | 4      | 6       | 10     |
| Surfen           | 3      | 1       | 4      |
| Synchroonzwemmen | 0      | 9       | 9      |
| Tafeltennis      | 3      | 3       | 6      |
| Tennis           | 2      | 4       | 6      |
| Triatlon         | 2      | 1       | 3      |
| Voetbal          | 18     | 18      | 36     |
| Volleybal        | 12     | 14      | 26     |
| Waterpolo        | 12     | 0       | 12     |
| Wielersport      | 9      | 9       | 18     |
| Worstelen        | 8      | 6       | 14     |
| Zeilen           | 3      | 4       | 7      |
| Zwemmen          | 15     | 14      | 29     |
| totaal           | 212    | 191     | 403    |

## Deelnemers en Resultaten

### Atletiek

#### Loopnummers
Mannen
| atleet                                                                                                  | onderdeel           | voorronde | voorronde | series     | series | herkansingen | herkansingen | halve finale   | halve finale   | finale         | finale         |
| atleet                                                                                                  | onderdeel           | tijd      | rang      | tijd       | rang   | tijd         | rang         | tijd           | rang           | tijd           | rang           |
| --- | ------------------- | --------- | --------- | ---------- | ------ | ------------ | ------------ | -------------- | -------------- | -------------- | -------------- |
| Abdul Hakim Sani Brown                                                                                  | 100 m               | bye       | bye       | 10,02      | 2 Q    | n.v.t.       | n.v.t.       | 9,96           | 4              | niet geplaatst | niet geplaatst |
| Akihiro Higashida                                                                                       | 100 m               | bye       | bye       | 10,19      | 5      | n.v.t.       | n.v.t.       | niet geplaatst | niet geplaatst | niet geplaatst | niet geplaatst |
| Ryuichiro Sakai                                                                                         | 100 m               | bye       | bye       | 10,17      | 5      | n.v.t.       | n.v.t.       | niet geplaatst | niet geplaatst | niet geplaatst | niet geplaatst |
| Towa Uzawa                                                                                              | 200 m               | n.v.t.    | n.v.t.    | 20,33      | 3 Q    | bye          | bye          | 20,54          | 6              | niet geplaatst | niet geplaatst |
| Shota Iizuka                                                                                            | 200 m               | n.v.t.    | n.v.t.    | 20,67      | 5 H    | 20,72        | 4            | niet geplaatst | niet geplaatst | niet geplaatst | niet geplaatst |
| Koki Ueyama                                                                                             | 200 m               | n.v.t.    | n.v.t.    | 20,84      | 6 H    | 20,92        | 4            | niet geplaatst | niet geplaatst | niet geplaatst | niet geplaatst |
| Fuga Sato                                                                                               | 400 m               | n.v.t.    | n.v.t.    | 46,13      | 6 H    | DNS          | DNS          | niet geplaatst | niet geplaatst | niet geplaatst | niet geplaatst |
| Kentaro Sato                                                                                            | 400 m               | n.v.t.    | n.v.t.    | 45,60      | 5 H    | DNS          | DNS          | niet geplaatst | niet geplaatst | niet geplaatst | niet geplaatst |
| Yuki Joseph Nakajima                                                                                    | 400 m               | n.v.t.    | n.v.t.    | 45,37      | 6 H    | DNS          | DNS          | niet geplaatst | niet geplaatst | niet geplaatst | niet geplaatst |
| Tomoki Ota                                                                                              | 100000 m            | n.v.t.    | n.v.t.    | n.v.t.     | n.v.t. | n.v.t.       | n.v.t.       | n.v.t.         | n.v.t.         | 29.12,48       | 24             |
| Jun Kasai                                                                                               | 100000 m            | n.v.t.    | n.v.t.    | n.v.t.     | n.v.t. | n.v.t.       | n.v.t.       | n.v.t.         | n.v.t.         | 27.53,18       | 20             |
| Shunsuke Izumiya                                                                                        | 110 m horden        | n.v.t.    | n.v.t.    | 13,27      | 3 Q    | bye          | bye          | 13,32          | 3              | niet geplaatst | niet geplaatst |
| Rachid Muratake                                                                                         | 110 m horden        | n.v.t.    | n.v.t.    | 13,22      | 1 Q    | bye          | bye          | 13,26          | 4 q            | 13,21          | 5              |
| Shunya Takayama                                                                                         | 110 m horden        | n.v.t.    | n.v.t.    | 13,46      | 4 H    | 13,45        | 3            | niet geplaatst | niet geplaatst | niet geplaatst | niet geplaatst |
| Daiki Ogawa                                                                                             | 400 m horden        | n.v.t.    | n.v.t.    | 50,21      | 6 H    | 49,25        | 5            | niet geplaatst | niet geplaatst | niet geplaatst | niet geplaatst |
| Ken Toyoda                                                                                              | 400 m horden        | n.v.t.    | n.v.t.    | 53,62      | 6 H    | DNS          | DNS          | niet geplaatst | niet geplaatst | niet geplaatst | niet geplaatst |
| Kaito Tsutsue                                                                                           | 400 m horden        | n.v.t.    | n.v.t.    | 50,50      | 7 H    | DNS          | DNS          | niet geplaatst | niet geplaatst | niet geplaatst | niet geplaatst |
| Ryuji Miura                                                                                             | 3000 m steeplechase | n.v.t.    | n.v.t.    | 8.12,41    | 4 Q    | n.v.t.       | n.v.t.       | n.v.t.         | n.v.t.         | 8.11,72        | 8              |
| Ryoma Aoki                                                                                              | 3000 m steeplechase | n.v.t.    | n.v.t.    | 8.29,03    | 8      | n.v.t.       | n.v.t.       | n.v.t.         | n.v.t.         | niet geplaatst | niet geplaatst |
| Naoki Koyama                                                                                            | marathon            | n.v.t.    | n.v.t.    | n.v.t.     | n.v.t. | n.v.t.       | n.v.t.       | n.v.t.         | n.v.t.         | 2.10.33        | 23             |
| Akira Akasaki                                                                                           | marathon            | n.v.t.    | n.v.t.    | n.v.t.     | n.v.t. | n.v.t.       | n.v.t.       | n.v.t.         | n.v.t.         | 2.07.32        | 6              |
| Suguru Osako                                                                                            | marathon            | n.v.t.    | n.v.t.    | n.v.t.     | n.v.t. | n.v.t.       | n.v.t.       | n.v.t.         | n.v.t.         | 2.09.25        | 13             |
| Ryo Hamanishi                                                                                           | 20km snelwandelen   | n.v.t.    | n.v.t.    | n.v.t.     | n.v.t. | n.v.t.       | n.v.t.       | n.v.t.         | n.v.t.         | 1.20.33        | 18             |
| Koki Ikeda                                                                                              | 20km snelwandelen   | n.v.t.    | n.v.t.    | n.v.t.     | n.v.t. | n.v.t.       | n.v.t.       | n.v.t.         | n.v.t.         | 1.19.41        | 7              |
| Yuta Koga                                                                                               | 20km snelwandelen   | n.v.t.    | n.v.t.    | n.v.t.     | n.v.t. | n.v.t.       | n.v.t.       | n.v.t.         | n.v.t.         | 1.19.50        | 8              |
| Akihiro Higashida Yoshihide Kiryu Ryuichiro Sakai Abdul Hakim Sani Brown Shoma Yamamoto Hiroki Yanagita | 4x100m              | n.v.t.    | n.v.t.    | 38,06 SB   | 4 q    | n.v.t.       | n.v.t.       | n.v.t.         | n.v.t.         | 37,78 SB       | 5              |
| Kaito Kawabata Yuki Joseph Nakajima Yudai Nishi Fuga Sato Kentaro Sato Takuho Yoshizu                   | 4x400m              | n.v.t.    | n.v.t.    | 2.59,48 NR | 4 q    | n.v.t.       | n.v.t.       | n.v.t.         | n.v.t.         | 2.58,33 AZR    | 6              |

Vrouwen
| atlete          | onderdeel          | series     | series | herkansingen | herkansingen | halve finale   | halve finale   | finale         | finale         |
| atlete          | onderdeel          | tijd       | rang   | tijd         | rang         | tijd           | rang           | tijd           | rang           |
| --------------- | ------------------ | ---------- | ------ | ------------ | ------------ | -------------- | -------------- | -------------- | -------------- |
| Yume Goto       | 1500 m             | 4.09,41 PB | 13 H   | 4.10,40      | 11           | niet geplaatst | niet geplaatst | niet geplaatst | niet geplaatst |
| Nozomi Tanaka   | 1500 m             | 4.04,28    | 11 qR  | bye          | bye          | 3.59,70 SB     | 11             | niet geplaatst | niet geplaatst |
| Nozomi Tanaka   | 5000 m             | 15.00,62   | 9      | n.v.t.       | n.v.t.       | n.v.t.         | n.v.t.         | niet geplaatst | niet geplaatst |
| Yuma Yamamoto   | 5000 m             | 15.43,67   | 17     | n.v.t.       | n.v.t.       | n.v.t.         | n.v.t.         | niet geplaatst | niet geplaatst |
| Wakana Kabasawa | 5000 m             | 15.50,86   | 19     | n.v.t.       | n.v.t.       | n.v.t.         | n.v.t.         | niet geplaatst | niet geplaatst |
| Rino Goshima    | 100000 m           | n.v.t.     | n.v.t. | n.v.t.       | n.v.t.       | n.v.t.         | n.v.t.         | 31.29,48       | 18             |
| Haruka Kokai    | 100000 m           | n.v.t.     | n.v.t. | n.v.t.       | n.v.t.       | n.v.t.         | n.v.t.         | 31.44,03       | 19             |
| Yuka Takashima  | 100000 m           | n.v.t.     | n.v.t. | n.v.t.       | n.v.t.       | n.v.t.         | n.v.t.         | 31.52,07 SB    | 22             |
| Mako Fukube     | 100 m horden       | 12,85      | 4 q    | bye          | bye          | 12,89          | 5              | niet geplaatst | niet geplaatst |
| Yumi Tanaka     | 100 m horden       | 12,90      | 5 H    | 12,89        | 2 Q          | 12,91          | 7              | niet geplaatst | niet geplaatst |
| Mao Ichiyama    | marathon           | n.v.t.     | n.v.t. | n.v.t.       | n.v.t.       | n.v.t.         | n.v.t.         | 2.34.13        | 51             |
| Honami Maeda    | marathon           | n.v.t.     | n.v.t. | n.v.t.       | n.v.t.       | n.v.t.         | n.v.t.         | DNS            | DNS            |
| Yuka Suzuki     | marathon           | n.v.t.     | n.v.t. | n.v.t.       | n.v.t.       | n.v.t.         | n.v.t.         | 2.24.02        | 6              |
| Nanako Fujii    | 20 km snelwandelen | n.v.t.     | n.v.t. | n.v.t.       | n.v.t.       | n.v.t.         | n.v.t.         | 1.34.26        | 32             |
| Kumiko Okada    | 20 km snelwandelen | n.v.t.     | n.v.t. | n.v.t.       | n.v.t.       | n.v.t.         | n.v.t.         | DNS            | DNS            |
| Ayane Yanai     | 20 km snelwandelen | n.v.t.     | n.v.t. | n.v.t.       | n.v.t.       | n.v.t.         | n.v.t.         | DNS            | DNS            |

Gemengd
| atlete                       | onderdeel             | finale  | finale |
| atlete                       | onderdeel             | tijd    | rang   |
| ---------------------------- | --------------------- | ------- | ------ |
| Masatora Kawano Kumiko Okada | marathon snelwandelen | 2.55.40 | 8      |
| Kazuki Takahashi Ayane Yanai | marathon snelwandelen | 2.58.08 | 13     |

#### Technische nummers
Mannen
| atleet              | onderdeel    | kwalificaties | kwalificaties | finale         | finale         |
| atleet              | onderdeel    | afstand       | rang          | afstand        | rang           |
| ------------------- | ------------ | ------------- | ------------- | -------------- | -------------- |
| Ryoichi Akamatsu    | hoogspringen | 2,27 SB       | 5 q           | 2,31 PB        | 5              |
| Tomohiro Shinno     | hoogspringen | 2,20          | 23            | niet geplaatst | niet geplaatst |
| Yuki Hashioka       | verspringen  | 7,81          | 17            | niet geplaatst | niet geplaatst |
| Roderick Genki Dean | speerwerpen  | 82,48         | 13            | niet geplaatst | niet geplaatst |

Vrouwen
| atlete           | onderdeel        | kwalificaties | kwalificaties | finale         | finale         |
| atlete           | onderdeel        | afstand       | rang          | afstand        | rang           |
| ---------------- | ---------------- | ------------- | ------------- | -------------- | -------------- |
| Mariko Morimoto  | hinkstapspringen | 13,40         | 28            | niet geplaatst | niet geplaatst |
| Sumire Hata      | verspringen      | 6,31          | 26            | niet geplaatst | niet geplaatst |
| Haruka Kitaguchi | speerwerpen      | 62,58         | 7 Q           | 65,80 SB       | Goud           |
| Momone Ueda      | speerwerpen      | 61,08         | 12 q          | 61,64 SB       | 10             |
| Marina Saito     | speerwerpen      | 59,42         | 21            | niet geplaatst | niet geplaatst |

### Badminton
Mannen
| atleet                     | onderdeel  | groepsfase           | groepsfase               | groepsfase           | groepsfase                 | groepsfase | eliminatie           | kwartfinale          | halve finale         | finale / BM          | finale / BM    |
| atleet                     | onderdeel  | tegenstander uitslag | tegenstander uitslag     | tegenstander uitslag | tegenstander uitslag       | rang       | tegenstander uitslag | tegenstander uitslag | tegenstander uitslag | tegenstander uitslag | rang           |
| -------------------------- | ---------- | -------------------- | ------------------------ | -------------------- | -------------------------- | ---------- | -------------------- | -------------------- | -------------------- | -------------------- | -------------- |
| Kodai Naraoka              | enkelspel  | Coelho W 2 - 0       | Jeon H-j W 2 - 0         | n.v.t.               | n.v.t.                     | 1 Q        | Chou T-c V 0 - 2     | niet geplaatst       | niet geplaatst       | niet geplaatst       | niet geplaatst |
| Kenta Nishimoto            | enkelspel  | Panarin W 2 - 0      | Yang W 2 - 0             | n.v.t.               | n.v.t.                     | 1 Q        | Vitidsarn V 1 - 2    | niet geplaatst       | niet geplaatst       | niet geplaatst       | niet geplaatst |
| Takuro Hoki Yugo Kobayashi | dubbelspel | Chiu - Yuan W 2 - 0  | Lee Y - Wang C-l V 0 - 2 | Liu Y - Ou X V 0 - 2 | Astrup - Rasmussen V 0 - 2 | 4          | n.v.t.               | niet geplaatst       | niet geplaatst       | niet geplaatst       | niet geplaatst |

Vrouwen
| atleet                         | onderdeel  | groepsfase                  | groepsfase                 | groepsfase                 | groepsfase | eliminatie           | kwartfinale                    | halve finale          | finale / BM                | finale / BM    |
| atleet                         | onderdeel  | tegenstander uitslag        | tegenstander uitslag       | tegenstander uitslag       | rang       | tegenstander uitslag | tegenstander uitslag           | tegenstander uitslag  | tegenstander uitslag       | rang           |
| ------------------------------ | ---------- | --------------------------- | -------------------------- | -------------------------- | ---------- | -------------------- | ------------------------------ | --------------------- | -------------------------- | -------------- |
| Aya Ohori                      | enkelspel  | Thet Thar W 2 - 0           | Li W 2 - 1                 | n.v.t.                     | 1 Q        | Katethong W 2 - 0    | An S-y V 1 - 2                 | niet geplaatst        | niet geplaatst             | niet geplaatst |
| Akane Yamaguchi                | enkelspel  | Arın W 2 - 0                | Castillo W 2 - 0           | n.v.t.                     | 1 Q        | Yeo J M W 2 - 1      | Marín V 0 - 2                  | niet geplaatst        | niet geplaatst             | niet geplaatst |
| Nami Matsuyama Chiharu Shida   | dubbelspel | Mapasa - Yu W 2 - 0         | Crasto - Ponnappa W 2 - 0  | Kim S-y - Kong H-y V 0 - 2 | 2 Q        | n.v.t.               | Fruergaard - Theygesen W 2 - 0 | Liu S - Tan N V 0 - 2 | Tan - Muralitharan W 2 - 0 | Brons          |
| Mayu Matsumoto Wakana Nagahara | dubbelspel | Rahayu - Ramadhanti W 2 - 0 | Tan - Muralitharan V 1 - 2 | Chen Q - Jia Y V 0 - 2     | 3          | n.v.t.               | niet geplaatst                 | niet geplaatst        | niet geplaatst             | niet geplaatst |

Gemengd
| atleet                        | onderdeel  | groepsfase               | groepsfase               | groepsfase                 | groepsfase | kwartfinale                            | halve finale              | finale / BM                | finale / BM |
| atleet                        | onderdeel  | tegenstander uitslag     | tegenstander uitslag     | tegenstander uitslag       | rang       | tegenstander uitslag                   | tegenstander uitslag      | tegenstander uitslag       | rang        |
| ----------------------------- | ---------- | ------------------------ | ------------------------ | -------------------------- | ---------- | -------------------------------------- | ------------------------- | -------------------------- | ----------- |
| Arisa Higashino Yuta Watanabe | dubbelspel | Christiansen - Bøje W TT | Ye H-w - Lee C-h W 2 - 0 | Tang C M - Tse Y S W 2 - 1 | 1 Q        | Puavaranukroh - Taerattanachai W 2 - 0 | Zheng S - Huang Y V 0 - 2 | Seo S-j - Chae Y-y W 2 - 0 | Brons       |

### Basketbal

#### Mannenteam
| Olympiër | Onderdeel | Resultaat | Prestatie |
| --- | --------- | --------- | --------- |
| Yudai Baba Rui Hachimura Josh Hawkinson Makoto Hiejima Akira Jacobs Yuki Kawamura Kai Toews Yuki Togashi Keisei Tominaga Hugh Watanabe Yuta Watanabe Hirotaka Yoshii | mannen    | 11        | zie onder |

| Groep B |           |             |             |             |             |            |            |            |        |
| #       | Land      | Wedstrijden | Wedstrijden | Wedstrijden | Wedstrijden | Doelpunten | Doelpunten | Doelpunten | Punten |
| #       | Land      | GW          | W           | G           | V           | V          | T          | Saldo      | Punten |
| 1       | Duitsland | 3           | 3           | 0           | 0           | 268        | 221        | +47        | 6      |
| 2       | Frankrijk | 3           | 2           | 0           | 1           | 243        | 241        | +2         | 5      |
| 3       | Brazilië  | 3           | 1           | 0           | 2           | 241        | 248        | -7         | 4      |
| 4       | Japan     | 3           | 0           | 0           | 3           | 251        | 293        | -42        | 3      |

| groepsfase      |                |                |                |                |                |                |                |
| 27 juli 2024    | 13:30          | Duitsland      | 97 - 77        | Japan          |                |                |                |
| 30 juli 2024    | 17:15          | Japan          | 90 - 94        | Frankrijk      |                |                |                |
| 2 augustus 2024 | 11:00          | Japan          | 84 - 102       | Brazilië       |                |                |                |
|                 |                |                |                |                |                |                |                |
| kwartfinale     | niet geplaatst | niet geplaatst | niet geplaatst | niet geplaatst | niet geplaatst | niet geplaatst | niet geplaatst |
|                 |                |                |                |                |                |                |                |
| halve finale    | niet geplaatst | niet geplaatst | niet geplaatst | niet geplaatst | niet geplaatst | niet geplaatst | niet geplaatst |
|                 |                |                |                |                |                |                |                |
| finale          | niet geplaatst | niet geplaatst | niet geplaatst | niet geplaatst | niet geplaatst | niet geplaatst | niet geplaatst |

#### Vrouwenteam
Het Japanse damesbasketbalteam kwalificeerde zich door bij de beste drie te eindigen op de Olympische kwalificatietoernooien van 2024 in Sopron , Hongarije.
| Olympiër | Onderdeel | Resultaat | Prestatie |
| --- | --------- | --------- | --------- |
| Himawari Akaho Saki Hayashi Rui Machida Evelyn Mawuli Stephanie Mawuli Saori Miyazaki Yuki Miyazawa Nako Motohashi Maki Takada Nanako Todo Mai Yamamoto Asami Yoshida | vrouwen   | 12        | zie onder |

| Groep C |                  |             |             |             |             |            |            |            |        |
| #       | Land             | Wedstrijden | Wedstrijden | Wedstrijden | Wedstrijden | Doelpunten | Doelpunten | Doelpunten | Punten |
| #       | Land             | GW          | W           | G           | V           | V          | T          | Saldo      | Punten |
| 1       | Verenigde Staten | 3           | 3           | 0           | 0           | 276        | 218        | +58        | 6      |
| 2       | Duitsland        | 3           | 2           | 0           | 1           | 226        | 220        | +6         | 5      |
| 3       | België           | 3           | 1           | 0           | 2           | 228        | 228        | 0          | 4      |
| 4       | Japan            | 3           | 0           | 0           | 3           | 198        | 262        | -64        | 3      |

| groepsfase      |                |                  |                |                |                |                |                |
| 29 juli 2024    | 21:00          | Verenigde Staten | 102 - 76       | Japan          |                |                |                |
| 1 augustus 2024 | 11:00          | Japan            | 64 - 75        | Duitsland      |                |                |                |
| 4 augustus 2024 | 11:00          | Japan            | 58 - 85        | België         |                |                |                |
|                 |                |                  |                |                |                |                |                |
| kwartfinale     | niet geplaatst | niet geplaatst   | niet geplaatst | niet geplaatst | niet geplaatst | niet geplaatst | niet geplaatst |
|                 |                |                  |                |                |                |                |                |
| halve finale    | niet geplaatst | niet geplaatst   | niet geplaatst | niet geplaatst | niet geplaatst | niet geplaatst | niet geplaatst |
|                 |                |                  |                |                |                |                |                |
| finale          | niet geplaatst | niet geplaatst   | niet geplaatst | niet geplaatst | niet geplaatst | niet geplaatst | niet geplaatst |

### Boksen
Mannen
| atleet        | onderdeel     | eerste ronde         | tweede ronde         | kwartfinale          | halve finale         | finale               | rang           |
| atleet        | onderdeel     | tegenstander uitslag | tegenstander uitslag | tegenstander uitslag | tegenstander uitslag | tegenstander uitslag | rang           |
| ------------- | ------------- | -------------------- | -------------------- | -------------------- | -------------------- | -------------------- | -------------- |
| Shudai Harada | vedergewicht  | bye                  | González W 5 - 0     | Ibáñez V 0 - 5       | niet geplaatst       | niet geplaatst       | niet geplaatst |
| Sewon Okazawa | weltergewicht | bye                  | Ishaish V 2 - 3      | niet geplaatst       | niet geplaatst       | niet geplaatst       | niet geplaatst |

### Boogschieten
Mannen
| atleet                                         | onderdeel   | plaatsingsronde | plaatsingsronde | eerste ronde              | tweede ronde         | derde ronde          | kwartfinale          | halve finale         | finale / BM          | finale / BM    |
| atleet                                         | onderdeel   | score           | rang            | tegenstander uitslag      | tegenstander uitslag | tegenstander uitslag | tegenstander uitslag | tegenstander uitslag | tegenstander uitslag | rang           |
| ---------------------------------------------- | ----------- | --------------- | --------------- | ------------------------- | -------------------- | -------------------- | -------------------- | -------------------- | -------------------- | -------------- |
| Takaharu Furukawa                              | individueel | 659             | 34              | Nakanihi V 4 - 6          | niet geplaatst       | niet geplaatst       | niet geplaatst       | niet geplaatst       | niet geplaatst       | niet geplaatst |
| Junya Nakanishi                                | individueel | 663             | 30              | Takaharu Furukawa W 6 - 4 | Unruh V 4 - 6        | niet geplaatst       | niet geplaatst       | niet geplaatst       | niet geplaatst       | niet geplaatst |
| Fumiya Saito                                   | individueel | 650             | 49              | D'Amour W 6 - 4           | D'Almeida V 1 - 7    | niet geplaatst       | niet geplaatst       | niet geplaatst       | niet geplaatst       | niet geplaatst |
| Takaharu Furukawa Junya Nakanishi Fumiya Saito | team        | 1972            | 8               | n.v.t.                    | n.v.t.               | Mexico W 5 - 1       | Zuid-Korea V 0 - 6   | niet geplaatst       | niet geplaatst       | niet geplaatst |

Vrouwen
| atleet       | onderdeel   | plaatsingsronde | plaatsingsronde | eerste ronde         | tweede ronde         | derde ronde          | kwartfinale          | halve finale         | finale / BM          | finale / BM    |
| atleet       | onderdeel   | score           | rang            | tegenstander uitslag | tegenstander uitslag | tegenstander uitslag | tegenstander uitslag | tegenstander uitslag | tegenstander uitslag | rang           |
| ------------ | ----------- | --------------- | --------------- | -------------------- | -------------------- | -------------------- | -------------------- | -------------------- | -------------------- | -------------- |
| Satsuki Noda | individueel | 666             | 12              | Chiu Y-C W 6 - 0     | Lopez W 6 - 2        | Gökkır V 4 - 6       | niet geplaatst       | niet geplaatst       | niet geplaatst       | niet geplaatst |

Gemengd
| atleet                       | onderdeel | plaatsingsronde | plaatsingsronde | eerste ronde         | kwartfinale              | halve finale         | finale / BM          | finale / BM    |
| atleet                       | onderdeel | score           | rang            | tegenstander uitslag | tegenstander uitslag     | tegenstander uitslag | tegenstander uitslag | rang           |
| ---------------------------- | --------- | --------------- | --------------- | -------------------- | ------------------------ | -------------------- | -------------------- | -------------- |
| Junya Nakanishi Satsuki Noda | team      | 1329            | 11              | Turkije W 5 - 4      | Verenigde Staten V 3 - 5 | niet geplaatst       | niet geplaatst       | niet geplaatst |

### Breaking
| Atleet            | Nickname | Onderdeel | Kwalificatie | Kwalificatie | Kwartfinale            | Halve finale           | Finale / BM            | Finale / BM    |
| Atleet            | Nickname | Onderdeel | Punten       | Rang         | Tegenstander Resultaat | Tegenstander Resultaat | Tegenstander Resultaat | Rang           |
| ----------------- | -------- | --------- | ------------ | ------------ | ---------------------- | ---------------------- | ---------------------- | -------------- |
| Shigeyuki Nakarai | Shigekix | B-Boys    | 38           | 2 Q          | Menno W 3 - 0          | Phil Wizard V 0 - 3    | Victor V 0 - 3         | 4              |
| Hiroto Ono        | Hiro 10  | B-Boys    | 8            | 4            | niet geplaatst         | niet geplaatst         | niet geplaatst         | niet geplaatst |
| Ami Yuasa         | Ami      | B-Girls   | 52           | 1 Q          | Syssy W 8-1, 9-0, 8-1  | India W 3-6, 6-3, 8-1  | Nicka 'W 6-3, 5-4, 5-4 | 1 [ 3 ]        |
| Ayumi Fukushima   | Ayumi    | B-Girls   | 31           | 2 Q          | India V 5-4, 3-6, 2-7  | niet geplaatst         | niet geplaatst         | niet geplaatst |

### Gewichtheffen
Mannen
| atleet            | onderdeel | trekken | trekken | stoten | stoten | totaal | rang |
| atleet            | onderdeel | score   | rang    | score  | rang   | totaal | rang |
| ----------------- | --------- | ------- | ------- | ------ | ------ | ------ | ---- |
| Masanori Miyamoto | -73 kg    | 151     | 6       | 187    | 6      | 338    | 6    |
| Eishiro Murakami  | +102 kg   | 180     | 10      | 220    | 10     | 400    | 10   |

Vrouwen
| atlete      | onderdeel | trekken | trekken | stoten | stoten | totaal | rang |
| atlete      | onderdeel | score   | rang    | score  | rang   | totaal | rang |
| ----------- | --------- | ------- | ------- | ------ | ------ | ------ | ---- |
| Rira Suzuki | -49 kg    | 83      | 8       | 108    | 6      | 191    | 8    |

### Golf
| atleet           | onderdeel | eerste ronde | tweede ronde | derde ronde | vierde ronde | totaal | totaal | totaal |
| atleet           | onderdeel | score        | score        | score       | score        | score  | par    | rang   |
| ---------------- | --------- | ------------ | ------------ | ----------- | ------------ | ------ | ------ | ------ |
| Hideki Matsuyama | mannen    | 63           | 68           | 71          | 65           | 267    | -17    | Brons  |
| Keita Nakajima   | mannen    | 70           | 70           | 73          | 74           | 287    | +3     | T49    |
| Yuka Saso        | vrouwen   | 77           | 74           | 72          | 82           | 305    | +17    | 54     |
| Miyū Yamashita   | vrouwen   | 71           | 70           | 68          | 73           | 282    | -6     | T4     |

### Gymnastiek

#### Turnen
Mannen
| atleet          | onderdeel | kwalificatie | kwalificatie | kwalificatie | kwalificatie | kwalificatie | kwalificatie | kwalificatie | kwalificatie | finale  | finale  | finale  | finale  | finale  | finale  | finale  | finale  |
| atleet          | onderdeel | toestel      | toestel      | toestel      | toestel      | toestel      | toestel      | totaal       | positie      | toestel | toestel | toestel | toestel | toestel | toestel | totaal  | positie |
| atleet          | onderdeel | vloer        | voltige      | ringen       | sprong       | brug         | rekstok      | totaal       | positie      | vloer   | voltige | ringen  | sprong  | brug    | rekstok | totaal  | positie |
| --------------- | --------- | ------------ | ------------ | ------------ | ------------ | ------------ | ------------ | ------------ | ------------ | ------- | ------- | ------- | ------- | ------- | ------- | ------- | ------- |
| Daiki Hashimoto | team      | 13.733       | 14.466       | 13.733       | 14.566       | 14.833       | 13.733       | 85.064       | Q            | 14.633  | 13.100  | -       | 14.900  | -       | 14.566  | n.v.t.  | n.v.t.  |
| Kazuma Kaya     | team      | 14.100       | 14.266       | 14.066       | -            | 14.933       | 13.966       | n.v.t.       | n.v.t.       | 14.000  | 14.366  | 14.000  | -       | 14.733  | -       | n.v.t.  | n.v.t.  |
| Shinnosuke Oka  | team      | 14.333       | 14.466       | 14.000       | 14.233       | 15.300       | 14.533       | 86.865       | Q            | 14.633  | -       | 14.133  | -       | 14.866  | 14.433  | n.v.t.  | n.v.t.  |
| Takaaki Sugino  | team      | -            | 15.033       | -            | 14.600       | -            | 14.733       | n.v.t.       | n.v.t.       | -       | 14.866  | -       | 14.700  | -       | 14.566  | n.v.t.  | n.v.t.  |
| Wataru Tanigawa | team      | 13.433       | -            | 14.466       | 14.300       | 15.000       | -            | n.v.t.       | n.v.t.       | -       | -       | 14.500  | 13.833  | 14.766  | -       | n.v.t.  | n.v.t.  |
| Totaal          | team      | 42.166       | 43.965       | 42.532       | 43.466       | 45.233       | 43.232       | 260.594      | Q            | 43.266  | 42.332  | 42.633  | 43.433  | 44.365  | 43.565  | 259.594 | 1 [ 4 ] |

Individuele finales
| atleet          | onderdeel    | kwalificatie | kwalificatie | kwalificatie | kwalificatie | kwalificatie | kwalificatie | kwalificatie | kwalificatie | finale  | finale  | finale  | finale  | finale  | finale  | finale | finale  |
| atleet          | onderdeel    | toestel      | toestel      | toestel      | toestel      | toestel      | toestel      | totaal       | positie      | toestel | toestel | toestel | toestel | toestel | toestel | totaal | positie |
| atleet          | onderdeel    | vloer        | voltige      | ringen       | sprong       | brug         | rekstok      | totaal       | positie      | vloer   | voltige | ringen  | sprong  | brug    | rekstok | totaal | positie |
| --------------- | ------------ | ------------ | ------------ | ------------ | ------------ | ------------ | ------------ | ------------ | ------------ | ------- | ------- | ------- | ------- | ------- | ------- | ------ | ------- |
| Daiki Hashimoto | meerkamp     | zie team     | zie team     | zie team     | zie team     | zie team     | zie team     | zie team     | zie team     | 14,633  | 12,966  | 13,400  | 14,766  | 14,433  | 14,400  | 84,598 | 6       |
| Shinnosuke Oka  | meerkamp     | zie team     | zie team     | zie team     | zie team     | zie team     | zie team     | zie team     | zie team     | 14,566  | 14,500  | 13,866  | 14,300  | 15,100  | 14,500  | 86,832 | 1 [ 5 ] |
| Shinnosuke Oka  | brug         | n.v.t.       | n.v.t.       | n.v.t.       | n.v.t.       | 15.300       | n.v.t.       | n.v.t.       | 3 Q          | n.v.t.  | n.v.t.  | n.v.t.  | n.v.t.  | 15,300  | n.v.t.  | n.v.t. | Brons   |
| Shinnosuke Oka  | rekstok      | n.v.t.       | n.v.t.       | n.v.t.       | n.v.t.       | n.v.t.       | 14.533       | n.v.t.       | 5 Q          | n.v.t.  | n.v.t.  | n.v.t.  | n.v.t.  | n.v.t.  | 14,533  | n.v.t. | Goud    |
| Takaaki Sugino  | rekstok      | n.v.t.       | n.v.t.       | n.v.t.       | n.v.t.       | n.v.t.       | 14.733       | n.v.t.       | 3 Q          | n.v.t.  | n.v.t.  | n.v.t.  | n.v.t.  | n.v.t.  | 12,266  | n.v.t. | 7       |
| Takaaki Sugino  | paardvoltige | n.v.t.       | 15.033       | n.v.t.       | n.v.t.       | n.v.t.       | n.v.t.       | n.v.t.       | 4 Q          | n.v.t.  | 14,933  | n.v.t.  | n.v.t.  | n.v.t.  | n.v.t.  | n.v.t. | 6       |
| Wataru Tanigawa | brug         | n.v.t.       | n.v.t.       | n.v.t.       | n.v.t.       | 15.000       | n.v.t.       | n.v.t.       | 8 Q          | n.v.t.  | n.v.t.  | n.v.t.  | n.v.t.  | 14,133  | n.v.t.  | n.v.t. | 6       |

Vrouwen
In de oorspronkelijke selectie zou Shoko Miyata deel uitmaken van het team als kapitein. Tijdens een trainingskamp in Monaco werd ze echter betrapt roken en alcohol drinken. Aangezien dit een overtreding is tegen de Japanse wetgeving, werd ze uit het team gezet.
| Turnster(s)     | Onderdeel | Kwalificatie | Kwalificatie | Kwalificatie | Kwalificatie | Kwalificatie | Kwalificatie | Finale  | Finale  | Finale  | Finale  | Finale  | Finale |
| Turnster(s)     | Onderdeel | Toestel      | Toestel      | Toestel      | Toestel      | Totaal       | Plaats       | Toestel | Toestel | Toestel | Toestel | Totaal  | Plaats |
| Turnster(s)     | Onderdeel | Sprong       | Brug         | Balk         | Vloer        | Totaal       | Plaats       | Sprong  | Brug    | Balk    | Vloer   | Totaal  | Plaats |
| --------------- | --------- | ------------ | ------------ | ------------ | ------------ | ------------ | ------------ | ------- | ------- | ------- | ------- | ------- | ------ |
| Rina Kishi      | Team      | 14.033       | 13.566       | 13.500       | 13.600       | 54.699       | 10 Q         | 13,966  | 13,600  | 13,466  | 13,433  | n.v.t.  | n.v.t. |
| Haruka Nakamura | Team      | 13.066       | 13.600       | 13.600       | 13.266       | 53.532       | 17 Q         | 12,966  | 12,433  | 12,800  | 13,233  | n.v.t.  | n.v.t. |
| Mana Okamura    | Team      | 13.033       | 13.266       | 13.633       | 13.200       | 53.132       | 19           | -       | 13,100  | 13,700  | 12,933  | n.v.t.  | n.v.t. |
| Kohane Ushioku  | Team      | 13.866       | 12.833       | 12.866       | 12.566       | 52.132       | 27           | 13,833  | -       | -       | -       | n.v.t.  | n.v.t. |
| Totaal          | Team      | 40.965       | 40.432       | 40.733       | 40.066       | 162.196      | 5 Q          | 40,765  | 39,133  | 39,966  | 39,599  | 159,463 | 8      |

Individuele finales
| Turnster(s)     | Onderdeel | Kwalificatie | Kwalificatie | Kwalificatie | Kwalificatie | Kwalificatie | Kwalificatie | Finale  | Finale  | Finale  | Finale  | Finale | Finale |
| Turnster(s)     | Onderdeel | Toestel      | Toestel      | Toestel      | Toestel      | Totaal       | Plaats       | Toestel | Toestel | Toestel | Toestel | Totaal | Plaats |
| Turnster(s)     | Onderdeel | Sprong       | Brug         | Balk         | Vloer        | Totaal       | Plaats       | Sprong  | Brug    | Balk    | Vloer   | Totaal | Plaats |
| --------------- | --------- | ------------ | ------------ | ------------ | ------------ | ------------ | ------------ | ------- | ------- | ------- | ------- | ------ | ------ |
| Haruka Nakamura | meerkamp  | zie team     | zie team     | zie team     | zie team     | zie team     | zie team     | 12,833  | 13,933  | 13,700  | 12,633  | 53,099 | 15     |
| Rina Kishi      | meerkamp  | zie team     | zie team     | zie team     | zie team     | zie team     | zie team     | 13,766  | 13,833  | 13,133  | 13,233  | 53,965 | 11     |
| Rina Kishi      | vloer     | n.v.t.       | n.v.t.       | n.v.t.       | 13.600       | n.v.t.       | 8 Q          | n.v.t.  | n.v.t.  | n.v.t.  | 13,166  | n.v.t. | 7      |

#### Trampoline
| atleet          | onderdeel | kwalificaties | kwalificaties | finale         | finale         |
| atleet          | onderdeel | score         | rang          | score          | rang           |
| --------------- | --------- | ------------- | ------------- | -------------- | -------------- |
| Ryusei Nishioka | mannen    | 35,750        | 16            | niet geplaatst | niet geplaatst |
| Hikaru Mori     | vrouwen   | 55,150        | 6 Q           | 54,740         | 6              |

### Handbal
Mannen
| Olympiër | Onderdeel | Resultaat | Prestatie |
| --- | --------- | --------- | --------- |
| Adam Yuki Baig Naoki Fujisaka Hiroki Motoki Takumi Nakamura Daisuke Okamoto Tomoya Sakurai Naoki Sugioka Sota Takano Hiroyasu Tamakawa Shinnosuke Tokuda Jin Watanabe Kosuke Yasuhira Shuichi Yoshida Tatsuki Yoshino | Mannen    | 11        | zie onder |

| Pos | Team      | Wed | W | G | V | Ptn | DV  | DT  | +/− | Kwalificatie |
| --- | --------- | --- | - | - | - | --- | --- | --- | --- | ------------ |
| 1   | Duitsland | 5   | 4 | 0 | 1 | 8   | 162 | 144 | +18 | Kwartfinales |
| 2   | Slovenië  | 5   | 3 | 0 | 2 | 6   | 140 | 142 | −2  | Kwartfinales |
| 3   | Spanje    | 5   | 3 | 0 | 2 | 6   | 151 | 148 | +3  | Kwartfinales |
| 4   | Zweden    | 5   | 3 | 0 | 2 | 6   | 158 | 139 | +19 | Kwartfinales |
| 5   | Kroatië   | 5   | 2 | 0 | 3 | 4   | 148 | 156 | −8  |              |
| 6   | Japan     | 5   | 0 | 0 | 5 | 0   | 143 | 173 | −30 |              |

| Groepsfase      |                |                |                |                |                |                |                |
| 27 juli 2024    | 14:00          | Kroatië        | 30 - 29        | Japan          |                |                |                |
| 29 juli 2024    | 09:00          | Japan          | 26 - 37        | Duitsland      |                |                |                |
| 31 juli 2024    | 14:00          | Spanje         | 37 - 33        | Japan          |                |                |                |
| 2 augustus 2024 | 19:00          | Japan          | 28 - 29        | Slovenië       |                |                |                |
| 4 augustus 2024 | 09:00          | Zweden         | 40 - 27        | Japan          |                |                |                |
|                 |                |                |                |                |                |                |                |
| Kwartfinale     | niet geplaatst | niet geplaatst | niet geplaatst | niet geplaatst | niet geplaatst | niet geplaatst | niet geplaatst |
|                 |                |                |                |                |                |                |                |
| Halve finale    | niet geplaatst | niet geplaatst | niet geplaatst | niet geplaatst | niet geplaatst | niet geplaatst | niet geplaatst |
|                 |                |                |                |                |                |                |                |
| Finale          | niet geplaatst | niet geplaatst | niet geplaatst | niet geplaatst | niet geplaatst | niet geplaatst | niet geplaatst |

### Hockey

#### Vrouwen
| Hockeyer(s) | Onderdeel | Plaats     |
| --- | --------- | ---------- |
| Japanse vrouwen hockeyploeg Yu Asai Miyu Hasegawa Shiho Kobayakawa Miki Kozuka Kanon Mori Hazuki Nagai Yuri Nagai Eika Nakamura Rika Ogawa Shihori Oikawa Sakurako Omoto Amiru Shimada Miyu Suzuki Saki Tanaka Mai Toriyama Kana Urata | Vrouwen   | groepsfase |

| Pos | Team          | Wed | W | G | V | Ptn | DV | DT | +/− | Kwalificatie |
| --- | ------------- | --- | - | - | - | --- | -- | -- | --- | ------------ |
| 1   | Nederland     | 5   | 5 | 0 | 0 | 15  | 19 | 5  | +14 | Kwartfinales |
| 2   | België        | 5   | 4 | 0 | 1 | 12  | 13 | 4  | +9  | Kwartfinales |
| 3   | Duitsland     | 5   | 3 | 0 | 2 | 9   | 12 | 7  | +5  | Kwartfinales |
| 4   | China         | 5   | 2 | 0 | 3 | 6   | 15 | 10 | +5  | Kwartfinales |
| 5   | Japan         | 5   | 1 | 0 | 4 | 3   | 2  | 15 | −13 |              |
| 6   | Frankrijk (G) | 5   | 0 | 0 | 5 | 0   | 4  | 24 | −20 |              |

| Groepsfase      |                |                |                |                |                |                |                |
| 28 juli 2024    | 10:30          | Duitsland      | 2 - 0          | Japan          |                |                |                |
| 29 juli 2024    | 10:30          | Japan          | 0 - 5          | China          |                |                |                |
| 31 juli 2024    | 17:00          | België         | 3 - 0          | Japan          |                |                |                |
| 1 augustus 2024 | 19:45          | Japan          | 1 - 0          | Frankrijk      |                |                |                |
| 3 augustus 2024 | 10:30          | Nederland      | 5 - 1          | Japan          |                |                |                |
|                 |                |                |                |                |                |                |                |
| Kwartfinale     | niet geplaatst | niet geplaatst | niet geplaatst | niet geplaatst | niet geplaatst | niet geplaatst | niet geplaatst |
|                 |                |                |                |                |                |                |                |
| Halve finale    | niet geplaatst | niet geplaatst | niet geplaatst | niet geplaatst | niet geplaatst | niet geplaatst | niet geplaatst |
|                 |                |                |                |                |                |                |                |
| Finale          | niet geplaatst | niet geplaatst | niet geplaatst | niet geplaatst | niet geplaatst | niet geplaatst | niet geplaatst |

### Judo
Mannen
| atleet           | onderdeel | eerste ronde         | tweede ronde         | derde ronde          | kwartfinale           | halve finale         | herkansing                | finale / BM             | finale / BM    |
| atleet           | onderdeel | tegenstander uitslag | tegenstander uitslag | tegenstander uitslag | tegenstander uitslag  | tegenstander uitslag | tegenstander uitslag      | tegenstander uitslag    | rang           |
| ---------------- | --------- | -------------------- | -------------------- | -------------------- | --------------------- | -------------------- | ------------------------- | ----------------------- | -------------- |
| Ryuju Nagayama   | −60 kg    | n.v.t.               | bye                  | Augusto W 10 - 00    | Garrigós V 00 - 10    | niet geplaatst       | Yang Y-w W 01 - 00        | Yıldız W 10 - 00        | Brons          |
| Hifumi Abe       | −66 kg    | n.v.t.               | bye                  | Pongrácz W 10 - 00   | Emomali W 10 - 00     | Vieru W 01 - 00      | bye                       | Lima W 10 - 00          | Goud           |
| Soichi Hashimoto | −73 kg    | n.v.t                | bye                  | Hristov W 01 - 00    | Gaba V 01 - 00        | niet geplaatst       | Erdenebayar W 10 - 00     | Gjakova W 01 - 00       | Brons          |
| Takanori Nagase  | −81 kg    | bye                  | Aprahamian W 10 - 00 | Albayrak W 01 - 00   | Casse W 01 - 00       | Esposito W 10 - 00   | bye                       | Grigalashvili W 11 - 00 | Goud           |
| Sanshiro Murao   | −90 kg    | n.v.t.               | bye                  | Kaljulaid W 10 - 00  | Grigorian W 10 - 00   | Ngayap W 11 - 00     | bye                       | Bekauri V 01 - 10       | Zilver         |
| Aaron Wolf       | -100 kg   | n.v.t.               | Fara W 10 - 00       | Fonseca W 10 - 00    | Sulamanidze V 00 - 01 | niet geplaatst       | Sherazadishvili V 00 - 10 | niet geplaatst          | niet geplaatst |
| Tatsuru Saito    | +100 kg   | n.v.t.               | bye                  | Krpálek W 10 - 00    | Granda W 01 - 00      | Kim M-j V 00 - 10    | n.v.t.                    | Yusupov V 00 - 11       | 4              |

Vrouwen
| atlete          | onderdeel | eerste ronde           | tweede ronde          | kwartfinale          | halve finale         | herkansing           | finale / BM          | finale / BM    |
| atlete          | onderdeel | tegenstander uitslag   | tegenstander uitslag  | tegenstander uitslag | tegenstander uitslag | tegenstander uitslag | tegenstander uitslag | rang           |
| --------------- | --------- | ---------------------- | --------------------- | -------------------- | -------------------- | -------------------- | -------------------- | -------------- |
| Natsumi Tsunoda | −48 kg    | Ferreira W 11 - 00     | Whitebooi W 11 - 00   | Boukli W 10 - 00     | Babulfath W 10 - 00  | bye                  | Baasankhüü           | Goud           |
| Uta Abe         | −52 kg    | Deguchi W 10 - 00      | Keldiyorova V 01 - 10 | niet geplaatst       | niet geplaatst       | niet geplaatst       | niet geplaatst       | niet geplaatst |
| Haruka Funakubo | −57 kg    | Toniolo W 01 - 00      | Bilodid W 10 - 00     | Cysique V 00 - 10    | niet geplaatst       | Perišić W 10 - 00    | Silva W 10 - 00      | Brons          |
| Miku Takaichi   | −63 kg    | del Toro W 10 - 00     | Krišto V 00 - 01      | niet geplaatst       | niet geplaatst       | niet geplaatst       | niet geplaatst       | niet geplaatst |
| Saki Niizoe     | −70 kg    | bye                    | Matniyazova W 10 - 00 | Van Dijke V 00 - 01  | niet geplaatst       | Tsunoda V 00 - 10    | niet geplaatst       | niet geplaatst |
| Rika Takayama   | −78 kg    | bye                    | Kurbanbaeva W 10 - 00 | Wagner V 00 - 10     | niet geplaatst       | Steenhuis W 10 - 00  | Sampaio V 00 - 10    | 5              |
| Akira Sone      | +78 kg    | Soppi Mbella W 10 - 00 | Shiyan W 01 - 00      | Özdemir V 00 - 01    | niet geplaatst       | Žabić niet gestart   | niet geplaatst       | niet geplaatst |

Gemengd
| atleten                                                                                         | onderdeel | eerste ronde         | tweede ronde         | kwartfinale          | halve finale         | herkansing           | finale / BM          | finale / BM |
| atleten                                                                                         | onderdeel | tegenstander uitslag | tegenstander uitslag | tegenstander uitslag | tegenstander uitslag | tegenstander uitslag | tegenstander uitslag | rang        |
| ----------------------------------------------------------------------------------------------- | --------- | -------------------- | -------------------- | -------------------- | -------------------- | -------------------- | -------------------- | ----------- |
| Uta Abe Soichi Hashimoto Miku Takaichi Sanshiro Murao Rika Takayama Tatsuru Saito Miku Takaichi | team      | bye                  | Spanje W 4 - 3       | Servië W 4 - 1       | Duitsland W 4 - 0    | bye                  | Frankrijk V 3 - 4    | Zilver      |

### Kanovaren

#### Kayak Cross
| Atleet         | Onderdeel      | Tijdrit | Tijdrit | Ronde 1 | Herkansingen | Series         | Kwartfinale    | Halve finale   | Finale         | rang |
| Atleet         | Onderdeel      | Tijd    | Rang    | Rang    | Rang         | Rang           | Rang           | Rang           | Rang           | rang |
| -------------- | -------------- | ------- | ------- | ------- | ------------ | -------------- | -------------- | -------------- | -------------- | ---- |
| Yuuki Tanaka   | KX-1 (mannen)  | 81,35   | 34      | 2 Q     | bye          | 3              | niet geplaatst | niet geplaatst | niet geplaatst | 20   |
| Haruka Okazaki | KX-1 (vrouwen) | 84,16   | 36      | 4 H     | 3            | niet geplaatst | niet geplaatst | niet geplaatst | niet geplaatst | 37   |
| Aki Yazawa     | KX-1 (vrouwen) | 79,96   | 31      | 3 H     | 3            | niet geplaatst | niet geplaatst | niet geplaatst | niet geplaatst | 36   |

#### Slalom
Mannen
| atleet        | onderdeel  | series | series | series | series | series    | series | halve finale | halve finale | finale         | finale         |
| atleet        | onderdeel  | run 1  | rang   | run 2  | rang   | beste run | rang   | tijd         | rang         | tijd           | rang           |
| ------------- | ---------- | ------ | ------ | ------ | ------ | --------- | ------ | ------------ | ------------ | -------------- | -------------- |
| Takuya Haneda | C-1 slalom | 96,82  | 11     | 99,59  | 11     | 96,82     | 13 Q   | 103,11       | 13           | niet geplaatst | niet geplaatst |
| Yuuki Tanaka  | K-1 slalom | 103,21 | 21     | 91,78  | 14     | 91,78     | 20 Q   | 101,90       | 14           | niet geplaatst | niet geplaatst |

Vrouwen
| atlete         | onderdeel  | series | series | series | series | series    | series | halve finale   | halve finale   | finale         | finale         |
| atlete         | onderdeel  | run 1  | rang   | run 2  | rang   | beste run | rang   | tijd           | rang           | tijd           | rang           |
| -------------- | ---------- | ------ | ------ | ------ | ------ | --------- | ------ | -------------- | -------------- | -------------- | -------------- |
| Haruka Okazaki | C-1 slalom | 122,50 | 20     | 130,42 | 18     | 122,5     | 20     | niet geplaatst | niet geplaatst | niet geplaatst | niet geplaatst |
| Aki Yazawa     | K-1 slalom | 106,01 | 20     | 107,16 | 22     | 106,01    | 21 Q   | 110,50         | 17             | niet geplaatst | niet geplaatst |

### Klimsport

#### Boulder & Lead combined
Mannen
| Atleet         | Onderdeel | Kwalificatie | Kwalificatie | Kwalificatie | Kwalificatie | Kwalificatie | Kwalificatie | Finale         | Finale         | Finale         | Finale         | Finale         | Finale         |
| Atleet         | Onderdeel | Boulder      | Boulder      | Lead         | Lead         | Totaal       | Rang         | Boulder        | Boulder        | Lead           | Lead           | Totaal         | Rang           |
| Atleet         | Onderdeel | Resultaat    | Rang         | Hold         | Rang         | Totaal       | Rang         | Resultaat      | Rang           | Hold           | Rang           | Totaal         | Rang           |
| -------------- | --------- | ------------ | ------------ | ------------ | ------------ | ------------ | ------------ | -------------- | -------------- | -------------- | -------------- | -------------- | -------------- |
| Tomoa Narasaki | mannen    | 54,4         | 2            | 12,1         | 14           | 66,5         | 10           | niet geplaatst | niet geplaatst | niet geplaatst | niet geplaatst | niet geplaatst | niet geplaatst |
| Sorato Anraku  | mannen    | 69,9         | 1            | 68,1         | 2            | 137,1        | 1 Q          | 69,3           | 1              | 76,1           | 5              | 145,4          | Zilver         |

Vrouwen
| Atleet      | Onderdeel | Kwalificatie | Kwalificatie | Kwalificatie | Kwalificatie | Kwalificatie | Kwalificatie | Finale         | Finale         | Finale         | Finale         | Finale         | Finale         |
| Atleet      | Onderdeel | Boulder      | Boulder      | Lead         | Lead         | Totaal       | Rang         | Boulder        | Boulder        | Lead           | Lead           | Totaal         | Rang           |
| Atleet      | Onderdeel | Resultaat    | Rang         | Hold         | Rang         | Totaal       | Rang         | Resultaat      | Rang           | Hold           | Rang           | Totaal         | Rang           |
| ----------- | --------- | ------------ | ------------ | ------------ | ------------ | ------------ | ------------ | -------------- | -------------- | -------------- | -------------- | -------------- | -------------- |
| Ai Mori     | vrouwen   | 54,0         | 11           | 96,1         |              | 150,1        | 4 Q          | 39,0           | 7              | 96,1           | 1              | 135,1          | 4              |
| Miho Nonaka | vrouwen   | 64,4         | 7            | 51,1         |              | 115,5        | 9            | niet geplaatst | niet geplaatst | niet geplaatst | niet geplaatst | niet geplaatst | niet geplaatst |

### Moderne vijfkamp
Mannen
| atleet        | onderdeel | onderdeel    | schermen (degen) | schermen (degen) | schermen (degen) | schermen (degen) | zwemmen (200 m vrije slag) | zwemmen (200 m vrije slag) | zwemmen (200 m vrije slag) | paardrijden (springen) | paardrijden (springen) | paardrijden (springen) | combinatie: schieten/lopen (10 m luchtpistool)/(3200 m) | combinatie: schieten/lopen (10 m luchtpistool)/(3200 m) | combinatie: schieten/lopen (10 m luchtpistool)/(3200 m) | totaal punten  | rang           |
| atleet        | onderdeel | onderdeel    | RR               | BR               | rang             | punten           | tijd                       | rang                       | punten                     | strafpunten            | rang                   | punten                 | tijd                                                    | rang                                                    | punten                                                  | totaal punten  | rang           |
| ------------- | --------- | ------------ | ---------------- | ---------------- | ---------------- | ---------------- | -------------------------- | -------------------------- | -------------------------- | ---------------------- | ---------------------- | ---------------------- | ------------------------------------------------------- | ------------------------------------------------------- | ------------------------------------------------------- | -------------- | -------------- |
| Taishu Sato   | mannen    | halve finale | 21-14            | 2                |                  | 232              | 2.04,93                    |                            | 301                        | 0                      |                        | 300                    | 10.18,02                                                |                                                         | 682                                                     | 1515           | 2              |
| Taishu Sato   | mannen    | finale       | 21-14            | 2                |                  | 232              | 2.04,21                    |                            | 302                        | 0                      |                        | 300                    | 9.52,85                                                 |                                                         | 708                                                     | 1542           | Zilver         |
| Misaki Uchida | vrouwen   | halve finale | 15-20            | 0                |                  | 200              | 2.08,56                    |                            | 293                        | 7                      |                        | 293                    | 12.10,13                                                |                                                         | 570                                                     | 1356           |                |
| Misaki Uchida | vrouwen   | finale       | niet geplaatst   | niet geplaatst   | niet geplaatst   | niet geplaatst   | niet geplaatst             | niet geplaatst             | niet geplaatst             | niet geplaatst         | niet geplaatst         | niet geplaatst         | niet geplaatst                                          | niet geplaatst                                          | niet geplaatst                                          | niet geplaatst | niet geplaatst |

### Paardensport

#### Eventing
| ruiter                                                      | paard                                                                | onderdeel   | dressuur    | dressuur | cross-country | cross-country | cross-country | springen     | springen     | springen     | springen    | springen | springen | totaal      | totaal |
| ruiter                                                      | paard                                                                | onderdeel   | dressuur    | dressuur | cross-country | cross-country | cross-country | kwalificatie | kwalificatie | kwalificatie | finale      | finale   | finale   | totaal      | totaal |
| ruiter                                                      | paard                                                                | onderdeel   | strafpunten | rang     | strafpunten   | totaal        | rang          | strafpunten  | totaal       | rang         | strafpunten | totaal   | rang     | strafpunten | rang   |
| ----------------------------------------------------------- | -------------------------------------------------------------------- | ----------- | ----------- | -------- | ------------- | ------------- | ------------- | ------------ | ------------ | ------------ | ----------- | -------- | -------- | ----------- | ------ |
| Yoshiaki Oiwa                                               | MGH Grafton Street                                                   | individueel | 25.50       | 8        | 0,00          | 25,50         | 5             | 0,40         | 25,90        | 5            | 4,40        | 30,30    | 7        | 30,30       | 7      |
| Kazuma Tomoto                                               | Vinci de la Vigne JRA                                                | individueel | 27.40       | 18       | 0,00          | 27,40         | 8             | 0,00         | 27,40        | 7            | 0,00        | 27,40    | 5        | 27,40       | 5      |
| Ryuzo Kitajima                                              | Cekatinka JRA                                                        | individueel | 34.50       | 37       | 6,40          | 34,50         | 28            | opgave       | opgave       | opgave       | opgave      | opgave   | opgave   | opgave      | opgave |
| Yoshiaki Oiwa Kazuma Tomoto Ryuzo Kitajima Toshiyuki Tanaka | MGH Grafton Street Vinci de la Vigne JRA Cekatinka JRA Jefferson JRA | team        | 87.40       | 5        | 6,40          | 93,80         | 3             | 2,00         | 11,80        | 3            | n.v.t.      | n.v.t.   | n.v.t.   | 115,80      | Brons  |

#### Jumping
| ruiter                                            | paard         | onderdeel   | kwalificatie  | kwalificatie  | finale         | finale         | finale         |
| ruiter                                            | paard         | onderdeel   | strafpunten   | rang          | strafpunten    | tijd           | rang           |
| ------------------------------------------------- | ------------- | ----------- | ------------- | ------------- | -------------- | -------------- | -------------- |
| Takashi Haase Shibayama                           | Karamell M&M  | individueel | 0             | 20 Q          | terugtrekking  | terugtrekking  | terugtrekking  |
| Eiken Sato                                        | Chadellano    | individueel | terugtrekking | terugtrekking | terugtrekking  | terugtrekking  | terugtrekking  |
| Taizo Sugitani                                    | Quincy 194    | individueel | 9             | 54            | niet geplaatst | niet geplaatst | niet geplaatst |
| Takashi Haase Shibayama Eiken Sato Taizo Sugitani | zie hierboven | team        | 51            | 16            | niet geplaatst | niet geplaatst | niet geplaatst |

Reserve: Mike Kawai met Saxo de la Cour

### Roeien
Mannen
| atleet                        | onderdeel         | series  | series | herkansingen | herkansingen | kwartfinale    | kwartfinale    | halve finale   | halve finale   | finale  | finale |
| atleet                        | onderdeel         | tijd    | rang   | tijd         | rang         | tijd           | rang           | tijd           | rang           | tijd    | rang   |
| ----------------------------- | ----------------- | ------- | ------ | ------------ | ------------ | -------------- | -------------- | -------------- | -------------- | ------- | ------ |
| Ryuta Arakawa                 | skiff             | 6.51,59 | 2 KF   | bye          | bye          | 6.54,17        | 3 HA/B         | 6.51,13        | 4 FB           | 6.47,02 | 9      |
| Naoki Furuta Masayuki Miyaura | lichte dubbeltwee | 6.52,58 | 5 H    | 7.04,48      | 5 FC         | niet geplaatst | niet geplaatst | niet geplaatst | niet geplaatst | 6.30,93 | 14     |

Vrouwen
| atleet                   | onderdeel        | series  | series | herkansingen | herkansingen | kwartfinale    | kwartfinale    | halve finale   | halve finale   | finale  | finale |
| atleet                   | onderdeel        | tijd    | rang   | tijd         | rang         | tijd           | rang           | tijd           | rang           | tijd    | rang   |
| ------------------------ | ---------------- | ------- | ------ | ------------ | ------------ | -------------- | -------------- | -------------- | -------------- | ------- | ------ |
| Emi Hirouchi Ayami Oishi | licht dubbeltwee | 7.39,17 | 5 H    | 7.31,14      | 5 FC         | niet geplaatst | niet geplaatst | niet geplaatst | niet geplaatst | 7.14,00 | 15     |

Legenda: FA=finale A (medailles); FB=finale B (geen medailles); FC=finale C (geen medailles); FD=finale D (geen medailles); FE=finale E (geen medailles); FF=finale F (geen medailles); HA/B=halve finale A/B; HC/D=halve finale C/D; HE/F=halve finale E/F; KF=kwartfinale; H=herkansing

### Rugby

#### Mannen
| Olympiër | Discipline | Resultaat | Prestatie |
| --- | ---------- | --------- | --------- |
| Taiga Ishida Kippei Ishida Shotaro Tsuoka Junya Matsumoto Josua Kerevi Moeki Fukushi Kippei Taninaka Yoshihiro Noguchi Kazuma Ueda Takamasa Maruo Yu Okudaira Yoshiyuki Koga Taichi Yoshizawa | mannen     | 12e       | zie onder |

| Groep A |               |     |   |   |   |     |    |     |       |              |
| #       | Land          | Wed | W | G | V | Ptn | V  | T   | Saldo | Kwalificatie |
| 1       | Nieuw-Zeeland | 3   | 3 | 0 | 0 | 9   | 71 | 29  | +42   | Kwartfinale  |
| 2       | Ierland       | 3   | 2 | 0 | 1 | 7   | 62 | 24  | +38   | Kwartfinale  |
| 3       | Zuid-Afrika   | 3   | 1 | 0 | 2 | 5   | 59 | 32  | +27   | Kwartfinale  |
| 4       | Japan         | 3   | 0 | 0 | 3 | 3   | 22 | 129 | -107  | Plaats 9-12  |

| Ronde        | Datum        | Lokale tijd   | Land    | Score   | Land    |
| ------------ | ------------ | ------------- | ------- | ------- | ------- |
| Groepsfase   |              |               |         |         |         |
| 24 juli 2024 | 18:00        | Nieuw-Zeeland | 40 - 12 | Japan   |         |
| 24 juli 2024 | 21:00        | Ierland       | 40 - 5  | Japan   |         |
| 25 juli 2024 | 16:00        | Zuid-Afrika   | 49 - 5  | Japan   |         |
|              |              |               |         |         |         |
| Plaats 9-12  | 25 juli 2024 | 20:00         | Samoa   | 42 - 7  | Japan   |
|              |              |               |         |         |         |
| Plaats 11-12 | 27 juli 2024 | 16:30         | Japan   | 10 - 21 | Uruguay |

#### Vrouwen
| Olympiër | Discipline | Resultaat | Prestatie |
| --- | ---------- | --------- | --------- |
| Hanoko Utsumi Mei Ohtani Marin Kajiki Ciaki Saegusa Emii Tanaka Honoka Tsutsumi Chiharu Nakamura Arisa Nishi Wakaba Hara Yume Hirano Rinka Matsuda Sakura Mizutani | vrouwen    | 9         | zie onder |

| Groep |                  |             |             |             |             |            |            |            |        |
| #     | Land             | Wedstrijden | Wedstrijden | Wedstrijden | Wedstrijden | Doelpunten | Doelpunten | Doelpunten | Punten |
| #     | Land             | GW          | W           | G           | V           | V          | T          | Saldo      | Punten |
| 1     | Frankrijk        | 3           | 3           | 0           | 0           | 106        | 14         | +92        | 9      |
| 2     | Verenigde Staten | 3           | 2           | 0           | 1           | 74         | 43         | +31        | 7      |
| 3     | Japan            | 3           | 1           | 0           | 2           | 46         | 97         | -51        | 5      |
| 4     | Brazilië         | 3           | 0           | 0           | 3           | 17         | 89         | -72        | 3      |

| groepsfase            |              |                  |         |          |               |  |  |
| 28 juli 2024          | 16:30        | Verenigde Staten | 36 - 7  | Japan    |               |  |  |
| 28 juli 2024          | 20:30        | Frankrijk        | 49 - 0  | Japan    |               |  |  |
| 29 juli 2024          | 15:00        | Japan            | 39 - 12 | Brazilië |               |  |  |
|                       |              |                  |         |          |               |  |  |
| plaatsing 9 - 12      | 29 juli 2024 | 20:00            | Japan   | 15 - 12  | Saoedi-Arabië |  |  |
|                       |              |                  |         |          |               |  |  |
| wedstrijd om plaats 9 | 30 juli 2024 | 17:00            | Japan   | 38 - 7   | Brazilië      |  |  |

### Schermen
Mannen
| atleet                                                        | onderdeel   | eerste ronde         | tweede ronde          | derde ronde          | kwartfinale          | halve finale         | finale / BM          | finale / BM    |
| atleet                                                        | onderdeel   | tegenstander uitslag | tegenstander uitslag  | tegenstander uitslag | tegenstander uitslag | tegenstander uitslag | tegenstander uitslag | rang           |
| ------------------------------------------------------------- | ----------- | -------------------- | --------------------- | -------------------- | -------------------- | -------------------- | -------------------- | -------------- |
| Koki Kano                                                     | degen       | bye                  | Kim J-w W 14 - 12     | Wang Z W 15 - 4      | Kurbanov W 15 - 6    | Andrásfi W 14 - 13   | Borel W 15 - 9       | Goud           |
| Kazuyasu Minobe                                               | degen       | bye                  | Yasseen W 9 - 8       | Borel V 11 - 15      | niet geplaatst       | niet geplaatst       | niet geplaatst       | niet geplaatst |
| Masaru Yamada                                                 | degen       | bye                  | Ho W H W 15 - 9       | Di Veroli W 15 - 11  | Borel V 11 - 12      | niet geplaatst       | niet geplaatst       | niet geplaatst |
| Koki Kano Kazuyasu Minobe Masaru Yamada                       | degen team  | n.v.t.               | n.v.t.                | n.v.t.               | Venezuela W 39 - 33  | Tsjechië W 45 - 37   | Hongarije V 25 - 26  | Zilver         |
| Kazuki Iimura                                                 | floret      | bye                  | Abouelkassam W 15 - 8 | Massialas W 15 - 8   | Pauty W 15 - 14      | Ka-long V 11 - 15    | Itkin V 12 - 15      | 4              |
| Kyosuke Matsuyama                                             | floret      | bye                  | Mertine W 15 - 6      | Macchi V 11 - 15     | niet geplaatst       | niet geplaatst       | niet geplaatst       | niet geplaatst |
| Takahiro Shikine                                              | floret      | bye                  | Pauty V 9 - 15        | niet geplaatst       | niet geplaatst       | niet geplaatst       | niet geplaatst       | niet geplaatst |
| Kazuki Iimura Kyosuke Matsuyama Takahiro Shikine Yudai Nagano | floret team | n.v.t.               | n.v.t.                | n.v.t.               | Canada W 45 - 26     | Frankrijk W 45 - 37  | Italië W 45 - 36     | Goud           |
| Kento Yoshida                                                 | sabel       | bye                  | Pakdaman V 11 - 15    | niet geplaatst       | niet geplaatst       | niet geplaatst       | niet geplaatst       | niet geplaatst |

Vrouwen
| atleet                                                   | onderdeel   | eerste ronde         | tweede ronde          | derde ronde          | kwartfinale          | halve finale         | finale / BM          | finale / BM    |
| atleet                                                   | onderdeel   | tegenstander uitslag | tegenstander uitslag  | tegenstander uitslag | tegenstander uitslag | tegenstander uitslag | tegenstander uitslag | rang           |
| -------------------------------------------------------- | ----------- | -------------------- | --------------------- | -------------------- | -------------------- | -------------------- | -------------------- | -------------- |
| Miho Yoshimura                                           | degen       | Uwihoreye W 15 - 7   | Sun Y W 14 - 13       | Kharkova V 10 - 15   | niet geplaatst       | niet geplaatst       | niet geplaatst       | niet geplaatst |
| Sera Azuma                                               | floret      | bye                  | Chan V 14 - 15        | niet geplaatst       | niet geplaatst       | niet geplaatst       | niet geplaatst       | niet geplaatst |
| Karin Miyawaki                                           | floret      | bye                  | Lacheray V 10 - 15    | niet geplaatst       | niet geplaatst       | niet geplaatst       | niet geplaatst       | niet geplaatst |
| Yuka Ueno                                                | floret      | bye                  | Călugăreanu V 13 - 15 | niet geplaatst       | niet geplaatst       | niet geplaatst       | niet geplaatst       | niet geplaatst |
| Sera Azuma Karin Miyawaki Yuka Ueno                      | floret team | n.v.t.               | n.v.t.                | n.v.t.               | Polen W 45 - 30      | Italië V 39 - 45     | Canada W 33 - 32     | Brons          |
| Misaki Emura                                             | sabel       | bye                  | Kravatska W 15 - 14   | Choi S-b V 7 - 15    | niet geplaatst       | niet geplaatst       | niet geplaatst       | niet geplaatst |
| Shihomi Fukushima                                        | sabel       | bye                  | Kharlan V 9 - 15      | niet geplaatst       | niet geplaatst       | niet geplaatst       | niet geplaatst       | niet geplaatst |
| Risa Takashima                                           | sabel       | bye                  | Ilieva V 10 - 15      | niet geplaatst       | niet geplaatst       | niet geplaatst       | niet geplaatst       | niet geplaatst |
| Misaki Emura Shihomi Fukushima Risa Takashima Seri Ozaki | sabel team  | n.v.t.               | n.v.t.                | n.v.t.               | Hongarije W 45 - 37  | Oekraïne V 32 - 45   | Frankrijk W 45 - 40  | Brons          |

### Schietsport
Mannen
| atleet       | onderdeel            | kwalificaties | kwalificaties | finale         | finale         |
| atleet       | onderdeel            | punten        | rang          | punten         | rang           |
| ------------ | -------------------- | ------------- | ------------- | -------------- | -------------- |
| Naoya Okada  | 10 m luchtgeweer     | 626,8         | 31            | niet geplaatst | niet geplaatst |
| Dai Yoshioka | 25 m snelvuurpistool | 572           | 28            | niet geplaatst | niet geplaatst |

Vrouwen
| atleet        | onderdeel        | kwalificaties | kwalificaties | finale         | finale         |
| atleet        | onderdeel        | punten        | rang          | punten         | rang           |
| ------------- | ---------------- | ------------- | ------------- | -------------- | -------------- |
| Misaki Nobata | 10 m luchtgeweer | 629,9         | 12            | niet geplaatst | niet geplaatst |

Gemengd
| atleten                   | onderdeel             | kwalificaties | kwalificaties | finale         | finale         |
| atleten                   | onderdeel             | punten        | rang          | punten         | rang           |
| ------------------------- | --------------------- | ------------- | ------------- | -------------- | -------------- |
| Naoya Okada Misaki Nobata | 10 m luchtgeweer team | 623.6         | 25            | niet geplaatst | niet geplaatst |

### Schoonspringen
Mannen
| atleet       | onderdeel  | series | series | halve finale | halve finale | finale         | finale         |
| atleet       | onderdeel  | punten | rang   | punten       | rang         | punten         | rang           |
| ------------ | ---------- | ------ | ------ | ------------ | ------------ | -------------- | -------------- |
| Sakai Sho    | 3 m plank  | 389,15 | 11     | 410,15       | 14           | niet geplaatst | niet geplaatst |
| Rikuto Tamai | 10 m toren | 497,15 | 2      | 477,00       | 3            | 507,65         | Zilver         |

Vrouwen
| atlete         | onderdeel  | series | series | halve finale   | halve finale   | finale         | finale         |
| atlete         | onderdeel  | punten | rang   | punten         | rang           | punten         | rang           |
| -------------- | ---------- | ------ | ------ | -------------- | -------------- | -------------- | -------------- |
| Sayaka Mikami  | 3 m plank  | 258,35 | 21     | niet geplaatst | niet geplaatst | niet geplaatst | niet geplaatst |
| Haruka Enomoto | 3 m plank  | 299,10 | 6      | 244,20         | 18             | niet geplaatst | niet geplaatst |
| Matsuri Arai   | 10 m toren | 280,65 | 16     | 300,50         | 8              | 314,45         | 9              |

### Skateboarden
Mannen
| atleet         | onderdeel | kwalificaties | kwalificaties | finale         | finale         |
| atleet         | onderdeel | punten        | rang          | punten         | rang           |
| -------------- | --------- | ------------- | ------------- | -------------- | -------------- |
| Yuro Nagahara  | park      | 81,83         | 15            | niet geplaatst | niet geplaatst |
| Ginwoo Onodera | street    | 177,08        | 14            | niet geplaatst | niet geplaatst |
| Sora Shirai    | street    | 270,42        | 3 Q           | 278,12         | 4              |
| Yuto Horigome  | street    | 270,18        | 4 Q           | 281,14         | Goud           |

Vrouwen
| atleet          | onderdeel | kwalificaties | kwalificaties | finale         | finale         |
| atleet          | onderdeel | punten        | rang          | punten         | rang           |
| --------------- | --------- | ------------- | ------------- | -------------- | -------------- |
| Kokona Hiraki   | park      | 88,07         | 1 Q           | 92,63          | Zilver         |
| Sakura Yosozumi | park      | 79,70         | 10            | niet geplaatst | niet geplaatst |
| Hinano Kusaki   | park      | 85,11         | 3 Q           | 69,76          | 8              |
| Coco Yoshizawa  | street    | 258,92        | 1 Q           | 272,75         | Goud           |
| Liz Akama       | street    | 257,99        | 2 Q           | 265,95         | Zilver         |
| Funa Nakayama   | street    | 245,52        | 5 Q           | 79,77          | 7              |

### Surfen
| Atleet         | Onderdeel            | Ronde 1 | Ronde 1 | Ronde 2                   | Ronde 3                 | Kwartfinale            | Halve finale         | Finale / BM          | Finale / BM    |
| Atleet         | Onderdeel            | Score   | Rang    | Tegenstander Uitslag      | Tegenstander Uitslag    | Tegenstander Uitslag   | Tegenstander Uitslag | Tegenstander Uitslag | Rang           |
| -------------- | -------------------- | ------- | ------- | ------------------------- | ----------------------- | ---------------------- | -------------------- | -------------------- | -------------- |
| Kanoa Igarashi | shortboard (mannen)  | 4,17    | 3 R2    | Fioravanti W 13,87 - 7,00 | Medina V 7,04 - 17,40   | niet geplaatst         | niet geplaatst       | niet geplaatst       | niet geplaatst |
| Reo Inaba      | shortboard (mannen)  | 12,76   | 1 R3    | bye                       | Toledo W 6,00 - 2,46    | Correa V 10,16 - 10,60 | niet geplaatst       | niet geplaatst       | niet geplaatst |
| Connor O'Leary | shortboard (mannen)  | 9,93    | 2 R2    | Elter W 14,50 - 6,07      | Ewing V 11,00 - 14,17   | niet geplaatst         | niet geplaatst       | niet geplaatst       | niet geplaatst |
| Shino Matsuda  | shortboard (vrouwen) | 11,16   | 2 R2    | Bonvalot W 9,77 - 6,84    | Erostarbe V 5,84 - 8,34 | niet geplaatst         | niet geplaatst       | niet geplaatst       | niet geplaatst |

### Synchroonzwemmen
| atlete                                                                                                 | onderdeel | technische routine | technische routine | vrije routine | vrije routine             | vrije routine | acrobatische routine | acrobatische routine                    | acrobatische routine |
| atlete                                                                                                 | onderdeel | punten             | rang               | punten        | totaal (technisch + vrij) | rang          | punten               | totaal (technisch + vrij + acrobatisch) | rang                 |
| --- | --------- | ------------------ | ------------------ | ------------- | ------------------------- | ------------- | -------------------- | --------------------------------------- | -------------------- |
| Moe Higa Tomoka Sato                                                                                   | duet      | 257,3533           | 6                  | 249,7271      | 507,0804                  | 8             | n.v.t.               | n.v.t.                                  | n.v.t.               |
| Moe Higa Moeka Kijima Uta Kobayashi Tomoka Sato Ayano Shimada Ami Wada Mashiro Yasunaga Megumu Yoshida | team      | 284,9017           | 3                  | 343,0291      | 627,9308                  | 6             | 252,7533             | 880,6841                                | 5                    |

### Tafeltennis
Mannen
| atleet                                             | onderdeel | voorronde            | eerste ronde         | tweede ronde         | derde ronde          | kwartfinale            | halve finale         | finale / BM          | finale / BM    |                |
| atleet                                             | onderdeel | tegenstander uitslag | tegenstander uitslag | tegenstander uitslag | tegenstander uitslag | tegenstander uitslag   | tegenstander uitslag | tegenstander uitslag | rang           |                |
| -------------------------------------------------- | --------- | -------------------- | -------------------- | -------------------- | -------------------- | ---------------------- | -------------------- | -------------------- | -------------- | -------------- |
| Tomokazu Harimoto                                  | enkelspel | bye                  | Martin W 4 - 0       | Alamiyan W 4 - 2     | Lind W 4 - 1         | Fan Z V 3 - 4          | niet geplaatst       | niet geplaatst       | niet geplaatst | niet geplaatst |
| Shunsuke Togami                                    | enkelspel | bye                  | Wang W 4 - 0         | Kožul W 4 - 2        | Jang W-j V 0 - 4     | niet geplaatst         | niet geplaatst       | niet geplaatst       | niet geplaatst | niet geplaatst |
| Tomokazu Harimoto Hiroto Shinozuka Shunsuke Togami | team      | n.v.t.               | n.v.t.               | n.v.t.               | Australië W 3 - 0    | Chinees Taipei W 3 - 1 | Zweden V 2 - 3       | Frankrijk V 2 - 3    | 4              |                |

Vrouwen
| atleet                               | onderdeel | voorronde            | eerste ronde         | tweede ronde         | derde ronde          | kwartfinale          | halve finale         | finale / BM          | finale / BM    |
| atleet                               | onderdeel | tegenstander uitslag | tegenstander uitslag | tegenstander uitslag | tegenstander uitslag | tegenstander uitslag | tegenstander uitslag | tegenstander uitslag | rang           |
| ------------------------------------ | --------- | -------------------- | -------------------- | -------------------- | -------------------- | -------------------- | -------------------- | -------------------- | -------------- |
| Hina Hayata                          | enkelspel | bye                  | Vivarelli W 4 - 2    | Meshref W 4 - 0      | Yuan W 4 - 0         | Pyon W 4 - 3         | Sun Y V 0 - 4        | Shin Y-b W 4 - 2     | Brons          |
| Miu Hirano                           | enkelspel | bye                  | Piccolin W 4 - 0     | Zhu C W 4 - 0        | Batra W 4 - 1        | Shin Y-b V 3 - 4     | niet geplaatst       | niet geplaatst       | niet geplaatst |
| Miwa Harimoto Hina Hayata Miu Hirano | team      | n.v.t.               | n.v.t.               | n.v.t.               | Polen W 3 - 0        | Thailand W 3 - 0     | Duitsland W 3 - 1    | China V 0 - 3        | Zilver         |

Gemengd
| atleet                        | onderdeel  | eerste ronde           | kwartfinale          | halve finale         | finale / BM          | finale / BM    |
| atleet                        | onderdeel  | tegenstander uitslag   | tegenstander uitslag | tegenstander uitslag | tegenstander uitslag | rang           |
| ----------------------------- | ---------- | ---------------------- | -------------------- | -------------------- | -------------------- | -------------- |
| Tomokazu Harimoto Hina Hayata | dubbelspel | Ri J - Kim K-y V 1 - 4 | niet geplaatst       | niet geplaatst       | niet geplaatst       | niet geplaatst |

### Tennis
Mannen
| atleet                  | onderdeel  | eerste ronde         | tweede ronde                           | derde ronde          | kwartfinale          | halve finale         | finale / BM          | finale / BM    |
| atleet                  | onderdeel  | tegenstander uitslag | tegenstander uitslag                   | tegenstander uitslag | tegenstander uitslag | tegenstander uitslag | tegenstander uitslag | rang           |
| ----------------------- | ---------- | -------------------- | -------------------------------------- | -------------------- | -------------------- | -------------------- | -------------------- | -------------- |
| Kei Nishikori           | enkelspel  | Draper V 1-6, 4-6    | niet geplaatst                         | niet geplaatst       | niet geplaatst       | niet geplaatst       | niet geplaatst       | niet geplaatst |
| Taro Daniel             | enkelspel  | Ruud V 5-7, 1-6      | niet geplaatst                         | niet geplaatst       | niet geplaatst       | niet geplaatst       | niet geplaatst       | niet geplaatst |
| Arthur Fils Ugo Humbert | dubbelspel | n.v.t.               | Evans - Murray V 6-2, 6-7[5-7], [9-11] | niet geplaatst       | niet geplaatst       | niet geplaatst       | niet geplaatst       | niet geplaatst |

Vrouwen
| atleet                     | onderdeel  | eerste ronde         | tweede ronde                 | derde ronde                       | kwartfinale          | halve finale         | finale / BM          | finale / BM    |
| atleet                     | onderdeel  | tegenstander uitslag | tegenstander uitslag         | tegenstander uitslag              | tegenstander uitslag | tegenstander uitslag | tegenstander uitslag | rang           |
| -------------------------- | ---------- | -------------------- | ---------------------------- | --------------------------------- | -------------------- | -------------------- | -------------------- | -------------- |
| Naomi Osaka                | enkelspel  | Kerber V 5-7, 3-6    | niet geplaatst               | niet geplaatst                    | niet geplaatst       | niet geplaatst       | niet geplaatst       | niet geplaatst |
| Moyuka Uchijima            | enkelspel  | Svitolina V 2-6, 1-6 | niet geplaatst               | niet geplaatst                    | niet geplaatst       | niet geplaatst       | niet geplaatst       | niet geplaatst |
| Shuko Aoyama Ena Shibahara | dubbelspel | n.v.t.               | Bogdan - Cristian W 6-2, 6-3 | Krejčíková - Siniaková V 5-7, 4-6 | niet geplaatst       | niet geplaatst       | niet geplaatst       | niet geplaatst |

Gemengd
| atleet                      | onderdeel | eerste ronde                               | kwartfinale                   | halve finale         | finale / BM          | finale / BM    |
| atleet                      | onderdeel | tegenstander uitslag                       | tegenstander uitslag          | tegenstander uitslag | tegenstander uitslag | rang           |
| --------------------------- | --------- | ------------------------------------------ | ----------------------------- | -------------------- | -------------------- | -------------- |
| Ena Shibahara Kei Nishikori | enkelspel | Garcia - Roger-Vasselin W 6-4, 3-6, [10-7] | Siniaková - Macháč V 5-7, 2-6 | niet geplaatst       | niet geplaatst       | niet geplaatst |

### Triatlon
Individueel
| Atleet         | Evenement | Zwemmen(1.5 km) | Wissel 1 | Fietsen (40 km) | Wissel 2 | Lopen(10 km) | Totaal Tijd | Ranking |
| -------------- | --------- | --------------- | -------- | --------------- | -------- | ------------ | ----------- | ------- |
| Kenji Nener    | Mannen    | 20.36           |          | 51.58           |          | 31.13        | 1.45.02     | 15      |
| Makoto Odakura | Mannen    | 21.36           |          | 54.24           |          | 32.55        | 1.50.15     | 41      |
| Yuko Takahashi | Vrouwen   | 24.11           |          | 1.00.35         |          | 36.33        | 2.02.42     | 40      |

### Voetbal

#### Mannen
| Atleten | Discipline | Resultaat | Prestatie |
| --- | ---------- | --------- | --------- |
| Ryotaro Araki Joel Chima Fujita Shōta Fujio Yu Hirakawa Mao Hosoya Sota Kawasaki Seiji Kimura Leo Kokubo Shunsuke Mito Ayumu Ohata Ryūya Nishio Taishi Brandon Nozawa Koki Saito Kein Sato Hiroki Sekine Kaito Suzuki Kota Takai Rihito Yamamoto | mannen     | 5         | zie onder |

| Groep D |          |             |             |             |             |            |            |            |        |
| #       | Land     | Wedstrijden | Wedstrijden | Wedstrijden | Wedstrijden | Doelpunten | Doelpunten | Doelpunten | Punten |
| #       | Land     | G           | W           | G           | V           | V          | T          | Saldo      | Punten |
| 1       | Japan    | 3           | 3           | 0           | 0           | 7          | 0          | +7         | 9      |
| 2       | Paraguay | 3           | 2           | 0           | 1           | 5          | 7          | -2         | 6      |
| 3       | Mali     | 3           | 0           | 1           | 2           | 1          | 3          | -2         | 1      |
| 4       | Israël   | 3           | 0           | 1           | 2           | 3          | 6          | -3         | 1      |

| groepsfase   |                 |                |                |                |                |                |                |
| 24 juli 2024 | 21:00           | Japan          | 5 - 0          | Paraguay       |                |                |                |
| 27 juli 2024 | 21:00           | Japan          | 1 - 0          | Mali           |                |                |                |
| 30 juli 2024 | 21:00           | Israël         | 0 - 1          | Japan          |                |                |                |
|              |                 |                |                |                |                |                |                |
| kwartfinale  | 2 augustus 2024 | 17:00          | Japan          | 0 - 3          | Spanje         |                |                |
|              |                 |                |                |                |                |                |                |
| halve finale | niet geplaatst  | niet geplaatst | niet geplaatst | niet geplaatst | niet geplaatst | niet geplaatst | niet geplaatst |
|              |                 |                |                |                |                |                |                |
| finale       | niet geplaatst  | niet geplaatst | niet geplaatst | niet geplaatst | niet geplaatst | niet geplaatst | niet geplaatst |

#### Vrouwen
| Atleten        | Discipline | Resultaat | Prestatie |
| -------------- | ---------- | --------- | --------- |
| nog te bepalen | vrouwen    | 5         | zie onder |

| Groep C |          |             |             |             |             |            |            |            |        |
| #       | Land     | Wedstrijden | Wedstrijden | Wedstrijden | Wedstrijden | Doelpunten | Doelpunten | Doelpunten | Punten |
| #       | Land     | G           | W           | G           | V           | V          | T          | Saldo      | Punten |
| 1       | Spanje   | 3           | 3           | 0           | 0           | 5          | 1          | +4         | 9      |
| 2       | Japan    | 3           | 2           | 0           | 1           | 6          | 4          | +2         | 6      |
| 3       | Brazilië | 3           | 1           | 0           | 2           | 2          | 4          | -2         | 3      |
| 4       | Nigeria  | 3           | 0           | 0           | 3           | 1          | 5          | -4         | 0      |

| groepsfase   |                 |                |                  |                |                |                |                |
| 25 juli 2024 | 17:00           | Spanje         | 2 - 1            | Japan          |                |                |                |
| 28 juli 2024 | 17:00           | Brazilië       | 1 - 2            | Japan          |                |                |                |
| 31 juli 2024 | 17:00           | Japan          | 3 - 1            | Nigeria        |                |                |                |
|              |                 |                |                  |                |                |                |                |
| kwartfinale  | 3 augustus 2024 | 15:00          | Verenigde Staten | 1 - 0          | Japan          |                |                |
|              |                 |                |                  |                |                |                |                |
| halve finale | niet geplaatst  | niet geplaatst | niet geplaatst   | niet geplaatst | niet geplaatst | niet geplaatst | niet geplaatst |
|              |                 |                |                  |                |                |                |                |
| finale       | niet geplaatst  | niet geplaatst | niet geplaatst   | niet geplaatst | niet geplaatst | niet geplaatst | niet geplaatst |

### Volleybal

#### Beachvolleybal
| atleten                   | onderdeel | eerste ronde                            | eerste ronde                         | eerste ronde                                 | eerste ronde | tussenronde          | achtste finale                      | kwartfinale          | halve finale         | finale / BM          | finale / BM    |
| atleten                   | onderdeel | tegenstander uitslag                    | tegenstander uitslag                 | tegenstander uitslag                         | stand        | tegenstander uitslag | tegenstander uitslag                | tegenstander uitslag | tegenstander uitslag | tegenstander uitslag | rang           |
| ------------------------- | --------- | --------------------------------------- | ------------------------------------ | -------------------------------------------- | ------------ | -------------------- | ----------------------------------- | -------------------- | -------------------- | -------------------- | -------------- |
| Akiko Hasegawa Miki Ishii | vrouwen   | Salgado - Seixas V 0 - 2 (12-21, 19-21) | Stam - Schoon V 0 - 2 (16-21, 14-21) | Paulikienė - Raupelytė W 2 - 0 (21-11, 21-5) | 3            | bye                  | Ramos - Duda V 0 - 2 (15-21, 16-21) | niet geplaatst       | niet geplaatst       | niet geplaatst       | niet geplaatst |

#### Mannenteam
| Atleten | Discipline | Resultaat | Prestatie |
| --- | ---------- | --------- | --------- |
| Yuji Nishida Taishi Onodera Akihiro Fukatsu Kento Miyaura Tatsunori Otsuka Akihiro Yamauchi Masahiro Sekita Kentaro Takahashi Ran Takahashi Yūki Ishikawa Masato Kai Tomohiro Yamamoto | mannen     | 7         | zie onder |

| # | Ploeg            | Punten | Wedstrijden | Wedstrijden | Wedstrijden | Sets | Sets | Sets  |
| # | Ploeg            | Punten | G           | W           | V           | W    | V    | Ratio |
| - | ---------------- | ------ | ----------- | ----------- | ----------- | ---- | ---- | ----- |
| 1 | Verenigde Staten | 8      | 3           | 3           | 0           | 9    | 3    | +6    |
| 2 | Duitsland        | 6      | 3           | 2           | 1           | 8    | 5    | +3    |
| 3 | Japan            | 4      | 3           | 1           | 2           | 6    | 7    | -1    |
| 4 | Argentinië       | 0      | 3           | 0           | 3           | 1    | 9    | -8    |

| Ronde           | Datum           | MEZT           | Land           | Score            | Land           |
| --------------- | --------------- | -------------- | -------------- | ---------------- | -------------- |
| groepsfase      |                 |                |                |                  |                |
| 27 juli 2024    | 09:00           | Japan          | 2 - 3          | Duitsland        |                |
| 31 juli 2024    | 13:00           | Japan          | 3 - 1          | Argentinië       |                |
| 2 augustus 2024 | 21:00           | Japan          | 1 - 3          | Verenigde Staten |                |
|                 |                 |                |                |                  |                |
| kwartfinale     | 5 augustus 2025 | 13:00          | Italië         | 3 - 2            | Japan          |
|                 |                 |                |                |                  |                |
| halve finale    | niet geplaatst  | niet geplaatst | niet geplaatst | niet geplaatst   | niet geplaatst |
|                 |                 |                |                |                  |                |
| finale          | niet geplaatst  | niet geplaatst | niet geplaatst | niet geplaatst   | niet geplaatst |

#### Vrouwenteam
| Atleten | Discipline | Resultaat | Prestatie |
| --- | ---------- | --------- | --------- |
| Ayaka Araki Satomi Fukudome Kotona Hayashi Arisa Inoue Mayu Ishikawa Koyomi Iwasaki Sarina Koga Manami Kojima Airi Miyabe Nanami Seki Yukiko Wada Nichika Yamada | vrouwen    |           | zie onder |

| # | Ploeg    | Punten | Wedstrijden | Wedstrijden | Wedstrijden | Sets | Sets | Sets  |
| # | Ploeg    | Punten | G           | W           | V           | W    | V    | Ratio |
| - | -------- | ------ | ----------- | ----------- | ----------- | ---- | ---- | ----- |
| 1 | Brazilië |        |             |             |             |      |      |       |
| 2 | Polen    |        |             |             |             |      |      |       |
| 3 | Japan    |        |             |             |             |      |      |       |
| 4 | Kenia    |        |             |             |             |      |      |       |

| Groepsfase      |       |          |       |       |  |  |  |
| 28 juli 2024    | 13:00 | Polen    | 3 - 1 | Japan |  |  |  |
| 1 augustus 2024 | 13:00 | Brazilië |       | Japan |  |  |  |
| 3 augustus 2024 | 13:00 | Japan    |       | Kenia |  |  |  |
|                 |       |          |       |       |  |  |  |
| Kwartfinale     |       |          |       |       |  |  |  |
|                 |       |          |       |       |  |  |  |
| Halve finale    |       |          |       |       |  |  |  |
|                 |       |          |       |       |  |  |  |
| Finale          |       |          |       |       |  |  |  |

### Waterpolo
Mannen
| Waterpoloër(s) | Onderdeel | Resultaat |
| --- | --------- | --------- |
| Seiya Adachi Kenta Araki Kiyomu Date Yusuke Inaba Kai Inoue Towa Nishimura Ikkei Nitta Daichi Ogihara Keigo Okawa Toi Suzuki Mitsuru Takata Katsuyuki Tanamura Taiyo Watanabe | Mannen    | 11        |

| Pos | Team          | Wed | W | WNS | VNS | V | GV | GT | GS  | Ptn | Kwalificatie |
| --- | ------------- | --- | - | --- | --- | - | -- | -- | --- | --- | ------------ |
| 1   | Spanje        | 5   | 5 | 0   | 0   | 0 | 67 | 39 | +28 | 15  | Kwartfinales |
| 2   | Australië     | 5   | 3 | 0   | 0   | 2 | 44 | 42 | +2  | 9   | Kwartfinales |
| 3   | Hongarije     | 5   | 3 | 0   | 0   | 2 | 62 | 54 | +8  | 9   | Kwartfinales |
| 4   | Servië        | 5   | 2 | 0   | 0   | 3 | 58 | 63 | −5  | 6   | Kwartfinales |
| 5   | Frankrijk (G) | 5   | 1 | 0   | 0   | 4 | 50 | 60 | −10 | 3   |              |
| 6   | Japan         | 5   | 1 | 0   | 0   | 4 | 60 | 83 | −23 | 3   |              |

| Groepsfase      |                |                |                |                |                |                |                |
| 28 juli 2024    | 12:05          | Servië         | 16 - 15        | Japan          |                |                |                |
| 30 juli 2024    | 15:00          | Japan          | 13 - 14        | Frankrijk      |                |                |                |
| 1 augustus 2024 | 21:05          | Hongarije      | 17 - 0         | Japan          |                |                |                |
| 3 augustus 2024 | 10:30          | Spanje         | 23 - 8         | Japan          |                |                |                |
| 5 augustus 2024 | 13:35          | Australië      | 13 - 14        | Japan          |                |                |                |
|                 |                |                |                |                |                |                |                |
| Kwartfinale     | niet geplaatst | niet geplaatst | niet geplaatst | niet geplaatst | niet geplaatst | niet geplaatst | niet geplaatst |
|                 |                |                |                |                |                |                |                |
| Halve finale    | niet geplaatst | niet geplaatst | niet geplaatst | niet geplaatst | niet geplaatst | niet geplaatst | niet geplaatst |
|                 |                |                |                |                |                |                |                |
| Finale          | niet geplaatst | niet geplaatst | niet geplaatst | niet geplaatst | niet geplaatst | niet geplaatst | niet geplaatst |

### Wielersport

#### Baanwielrennen
Keirin
| atleet        | onderdeel        | ronde 1 | herkansing | kwartfinale | halve finale   | finale         |
| atleet        | onderdeel        | rang    | rang       | rang        | rang           | rang           |
| ------------- | ---------------- | ------- | ---------- | ----------- | -------------- | -------------- |
| Kaiya Ota     | keirin (mannen)  | 3 H     | 1 Q        | 4 Q         | DSQ            | niet geplaatst |
| Shinji Nakano | keirin (mannen)  | 2 Q     | bye        | 4 Q         | 3 FA           | DNF            |
| Mina Sato     | keirin (vrouwen) | 2 Q     | bye        | 5           | niet geplaatst | niet geplaatst |
| Riyu Ohta     | keirin (vrouwen) | 5 H     | 1 Q        | 4 Q         | 6 FB           | 9              |

Koppelkoers
| atleet                                           | onderdeel             | punten | rondes | rang |
| ------------------------------------------------ | --------------------- | ------ | ------ | ---- |
| Shunsuke Imamura Eiya Hashimoto Kazushige Kuboki | koppelkoers (mannen)  | 32     | 20     | 5    |
| Maho Kakita Tsuyaka Uchino                       | koppelkoers (vrouwen) | 1      | 0      | 12   |

Omnium
| atleet           | onderdeel        | scratchrace | scratchrace | temporace | temporace | afvalrace | afvalrace | puntenrace | puntenrace | totaal punten | rang |
| atleet           | onderdeel        | rang        | punten      | rang      | punten    | rang      | punten    | rang       | punten     | totaal punten | rang |
| ---------------- | ---------------- | ----------- | ----------- | --------- | --------- | --------- | --------- | ---------- | ---------- | ------------- | ---- |
| Kazushige Kuboki | omnium (mannen)  | 5           | 32          | 15        | 12        | 10        | 22        | 5          | 47         | 113           | 6    |
| Yumi Kajihara    | omnium (vrouwen) | 16          | 10          | 17        | 8         | 21        | 1         | 5          | 25         | 44            | 16   |

Ploegenachtervolging
| atleet                                                | onderdeel                      | kwalificatie | kwalificatie | halve finale         | halve finale   | finale               | finale         |
| atleet                                                | onderdeel                      | tijd         | rang         | tegenstander uitslag | rang           | tegenstander uitslag | rang           |
| ----------------------------------------------------- | ------------------------------ | ------------ | ------------ | -------------------- | -------------- | -------------------- | -------------- |
| Shunsuke Imamura Eiya Hashimoto Kazushige Kuboki      | ploegenachtervolging (mannen)  | 3.53,489     | 10           | niet geplaatst       | niet geplaatst | niet geplaatst       | niet geplaatst |
| Maho Kakita Mizuki Ikeda Tsuyaka Uchino Yumi Kajihara | ploegenachtervolging (vrouwen) | 4.13,818     | 10           | niet geplaatst       | niet geplaatst | niet geplaatst       | niet geplaatst |

Sprint
| atleet     | onderdeel        | kwalificaties | kwalificaties | ronde 1              | herkansing 1            | ronde 2              | herkansing 2         | ronde 3              | herkansing 3             | kwartfinale          | halve finale         | finale/BM                                    | finale/BM      |
| atleet     | onderdeel        | tijd          | rang          | tegenstander uitslag | tegenstander uitslag    | tegenstander uitslag | tegenstander uitslag | tegenstander uitslag | tegenstander uitslag     | tegenstander uitslag | tegenstander uitslag | tegenstander uitslag                         | rang           |
| ---------- | ---------------- | ------------- | ------------- | -------------------- | ----------------------- | -------------------- | -------------------- | -------------------- | ------------------------ | -------------------- | -------------------- | -------------------------------------------- | -------------- |
| Kaiya Ota  | sprint (mannen)  | 9,350         | 8 Q           | Vigier W 9,946       | bye                     | Paul V 10,173        | Helal W 10,076       | Hoffman W 9,774      | bye                      | Carlin V 1 - 2       | niet geplaatst       | wedstrijd om plaats 5 Rudyk Obara Turnbull V | 7              |
| Yuta Obara | sprint (mannen)  | 9,483         | 16 Q          | Paul V 9,917         | Dörnbach Vigier W 9,829 | Hoffman V 10,074     | Ortega W 9,835       | Lavreysen V 10,009   | Hoffman Paul W 10,043    | Richardson V 0 - 2   | niet geplaatst       | wedstrijd om plaats 5 Rudyk Ota Turnbull V   | 6              |
| Mina Sato  | sprint (vrouwen) | 10,257        | 7 Q           | Kouamé W 11,023      | bye                     | Mitchell W 10,816    | bye                  | Hinze V 10,870       | Mitchell Clonan V 10,724 | niet geplaatst       | niet geplaatst       | niet geplaatst                               | niet geplaatst |
| Riyu Ohta  | sprint (vrouwen) | 10,659        | 20 Q          | Gros V 11,202        | Genest Asri V 11,312    | niet geplaatst       | niet geplaatst       | niet geplaatst       | niet geplaatst           | niet geplaatst       | niet geplaatst       | niet geplaatst                               | niet geplaatst |

Teamsprint
| atleet                                                | onderdeel           | kwalificatie | kwalificatie | halve finale       | halve finale | finale             | finale |
| atleet                                                | onderdeel           | tijd         | rang         | tegenstander tijd  | rang         | tegenstander tijd  | rang   |
| ----------------------------------------------------- | ------------------- | ------------ | ------------ | ------------------ | ------------ | ------------------ | ------ |
| Kaiya Ota Shinji Nakano Yuta Obara Yoshitaku Nagasako | teamsprint (mannen) | 42,174       | 4 Q          | Frankrijk V 42,569 | 2 Q5-6       | Duitsland W 42,078 | 5      |

#### BMX
Freestyle
| atleet        | onderdeel          | plaatsingsronde | plaatsingsronde | finale | finale |
| atleet        | onderdeel          | score           | rang            | score  | rang   |
| ------------- | ------------------ | --------------- | --------------- | ------ | ------ |
| Rimu Nakamura | freestyle (mannen) | 87,03           | 6 Q             | 90,89  | 5      |

Race
| atleet         | onderdeel      | kwartfinale | kwartfinale | last chance run | last chance run | halve finale | halve finale | finale         | finale         |
| atleet         | onderdeel      | punten      | rang        | tijd            | rang            | punten       | rang         | uitslag        | rang           |
| -------------- | -------------- | ----------- | ----------- | --------------- | --------------- | ------------ | ------------ | -------------- | -------------- |
| Sae Hatakeyama | race (vrouwen) | 20          | 20 Q        | bye             | bye             | 22           | 8            | niet geplaatst | niet geplaatst |

#### Mountainbiken
| atleet          | onderdeel               | tijd   | rang |
| --------------- | ----------------------- | ------ | ---- |
| Urara Kawaguchi | cross-country (vrouwen) | -3 LAP | 32   |

#### Wegwielrennen
Mannen
| atleet          | onderdeel    | tijd    | rang |
| --------------- | ------------ | ------- | ---- |
| Yukiya Arashiro | wegwedstrijd | 6.28.31 | 56   |

Vrouwen
| atleet       | onderdeel    | tijd    | rang |
| ------------ | ------------ | ------- | ---- |
| Eri Yonamine | wegwedstrijd | 4.04.23 | 26   |

### Worstelen

#### Grieks-Romeinse stijl
Mannen
| atleet           | onderdeel | eerste ronde         | kwartfinale           | halve finale            | herkansing           | finale / BM          | finale / BM    |
| atleet           | onderdeel | tegenstander uitslag | tegenstander uitslag  | tegenstander uitslag    | tegenstander uitslag | tegenstander uitslag | rang           |
| ---------------- | --------- | -------------------- | --------------------- | ----------------------- | -------------------- | -------------------- | -------------- |
| Kenichiro Fumita | −60 kg    | de Armas W 4 - 1SP   | Mohsennejad W 4 - 0ST | Sharshenbekov W 3 - 1PP | bye                  | Cao L W 4 - 1SP      | Goud           |
| Kyotaro Sogabe   | −67 kg    | Orta V 0 - 8PO       | niet geplaatst        | niet geplaatst          | niet geplaatst       | niet geplaatst       | niet geplaatst |
| Nao Kusaka       | −77 kg    | Ouakali W 4 - 0ST    | Vardanyan W 4 - 1SP   | Amoyan W 3 - 1PP        | bye                  | Zhadrayev W 3 - 1PP  | Goud           |

#### Vrije stijl
Mannen
| atleet          | onderdeel | eerste ronde            | kwartfinale          | halve finale         | herkansing           | finale / BM          | finale / BM    |
| atleet          | onderdeel | tegenstander uitslag    | tegenstander uitslag | tegenstander uitslag | tegenstander uitslag | tegenstander uitslag | rang           |
| --------------- | --------- | ----------------------- | -------------------- | -------------------- | -------------------- | -------------------- | -------------- |
| Rei Higuchi     | −57 kg    | Sarlak W 5 - 0VF        | Cruz W 4 - 1SP       | Sehrawat W 10 - 0    | bye                  | Lee W 4 - 2          | Goud           |
| Kotaro Kiyooka  | −65 kg    | Saculțan W 10 - 0       | Rivera W 8 - 6       | Tulga W 5 - 1        | bye                  | Amouzad W 10 - 3     | Goud           |
| Daichi Takatani | −74 kg    | Garzón W 10 - 0         | Tsabolov W 10 - 0    | Dake W 20 - 12       | bye                  | Zhamalov V 0 - 5     | Zilver         |
| Hayato Ishiguro | −86 kg    | Benferdjallah W 4 - 0ST | Brooks V 1 - 4SP     | niet geplaatst       | niet geplaatst       | niet geplaatst       | niet geplaatst |

Vrouwen
| atlete          | onderdeel | eerste ronde         | kwartfinale             | halve finale         | herkansing           | finale / BM          | finale / BM |
| atlete          | onderdeel | tegenstander uitslag | tegenstander uitslag    | tegenstander uitslag | tegenstander uitslag | tegenstander uitslag | rang        |
| --------------- | --------- | -------------------- | ----------------------- | -------------------- | -------------------- | -------------------- | ----------- |
| Yui Susaki      | −50 kg    | Phogat V 1 - 3PP     | niet geplaatst          | niet geplaatst       | niet geplaatst       | Livach W 4 - 0ST     | Brons       |
| Akari Fujinami  | −53 kg    | Parish W 5 - 0VT     | Khulan W 5 - 0VT        | Pang Q W 4 - 0ST     | bye                  | Yépez W 10 - 0SP     | Goud        |
| Tsugumi Sakurai | −57 kg    | Taylor W 5 - 0PP     | Valverde W 11 - 0VT     | Maroulis W 10 - 4    | bye                  | Nichita W 6 - 0      | Goud        |
| Sakura Motoki   | −62 kg    | Incze W 4 - 0F       | Godinez W 11 - 0        | Bullen W 7 - 7F      | bye                  | Koliadenko W 12 - 1  | Goud        |
| Nonoka Ozaki    | −68 kg    | Carabello W 4 - 0ST  | Zhumanazarova V 1 - 3PP | niet geplaatst       | Delgermaa W 3 - 0PO  | Oborududu W 3 - 0PO  | Brons       |
| Yuka Kagami     | −76 kg    | Reasco W 2 - 0PO     | Yiğit W 3 - 0           | Rentería W 4 - 2PP   | bye                  | Blades W 3 - 1       | Goud        |

### Zeilen
Mannen
| Makoto Tomizawa | IQFoil | 6 | 20 | 3 | BFD 25 | 15 | 18 | 13 | 17 | 18 | 21 | 9 | 7 | 13 | geannuleerd | geannuleerd | geannuleerd | geannuleerd | geannuleerd | geannuleerd | geannuleerd | 149 | 18 | niet geplaatst | niet geplaatst | niet geplaatst | niet geplaatst | niet geplaatst | niet geplaatst | niet geplaatst | niet geplaatst |

Vrouwen
| atlete                       | onderdeel | race | race | race | race | race | race | race | race | race | race | race | race | race           | netto punten | eindnotering |
| atlete                       | onderdeel | 1    | 2    | 3    | 4    | 5    | 6    | 7    | 8    | 9    | 10   | 11   | 12   | M              | netto punten | eindnotering |
| ---------------------------- | --------- | ---- | ---- | ---- | ---- | ---- | ---- | ---- | ---- | ---- | ---- | ---- | ---- | -------------- | ------------ | ------------ |
| Misaki Tanaka Sera Nagamatsu | 49erFX    | 4    | 12   | 4    | 14   | 12   | 11   | 14   | 16   | 19   | 13   | 19   | 11   | niet geplaatst | 130          | 17           |

Gemengd
| atlete                                | onderdeel | race | race | race | race | race | race | race | race | race        | race        | race   | race   | race           | netto punten | eindnotering |
| atlete                                | onderdeel | 1    | 2    | 3    | 4    | 5    | 6    | 7    | 8    | 9           | 10          | 11     | 12     | M              | netto punten | eindnotering |
| ------------------------------------- | --------- | ---- | ---- | ---- | ---- | ---- | ---- | ---- | ---- | ----------- | ----------- | ------ | ------ | -------------- | ------------ | ------------ |
| Keiju Okada Miho Yoshioka             | 470       | 1    | 2    | 2    | 6    | 14   | 12   | 9    | 3    | geannuleerd | geannuleerd | n.v.t. | n.v.t. | 6              | 41           | Zilver       |
| Shibuki Iitsuka Oura Nishida Capiglia | nacra 17  | 17   | 17   | 19   | 17   | 17   | 17   | 10   | 17   | 19          | 11          | 7      | 11     | niet geplaatst | 160          | 17           |

### Zwemmen
Mannen
| atleet                                                               | onderdeel          | series  | series | halve finale   | halve finale   | finale         | finale         |
| atleet                                                               | onderdeel          | tijd    | rang   | tijd           | rang           | tijd           | rang           |
| -------------------------------------------------------------------- | ------------------ | ------- | ------ | -------------- | -------------- | -------------- | -------------- |
| Katsuhiro Matsumoto                                                  | 200 m vrije slag   | 1.46,23 | 7 Q    | 1.45,88        | 8 Q            | 1.46,26        | 8              |
| Riku Matsuyama                                                       | 100 m rugslag      | 54,71   | 31     | niet geplaatst | niet geplaatst | niet geplaatst | niet geplaatst |
| Hidekazu Takehara                                                    | 200 m rugslag      | 1.57,23 | 8 Q    | 1.58,03        | 15             | niet geplaatst | niet geplaatst |
| Taku Taniguchi                                                       | 100 m schoolslag   | 1.00,20 | 19     | niet geplaatst | niet geplaatst | niet geplaatst | niet geplaatst |
| Ippei Watanabe                                                       | 200 m schoolslag   | 2.09,86 | 5 Q    | 2.09,62        | 5 Q            | 2.08,83        | 8              |
| Yu Hanaguruma                                                        | 200 m schoolslag   | 2.10,35 | 7 Q    | 2.09,72        | 7 Q            | 2.08,79        | 5              |
| Katsuhiro Matsumoto                                                  | 100 m vlinderslag  | 51,43   | 12 Q   | 51,69          | 15             | niet geplaatst | niet geplaatst |
| Naoki Mizunuma                                                       | 100 m vlinderslag  | 51,62   | 15 Q   | 51,08          | 8 Q            | 51,11          | 8              |
| Genki Terakado                                                       | 200 m vlinderslag  | 1.55,82 | 13 Q   | 1.56,21        | 15             | niet geplaatst | niet geplaatst |
| Tomoru Honda                                                         | 200 m vlinderslag  | 1.57,30 | 22     | niet geplaatst | niet geplaatst | niet geplaatst | niet geplaatst |
| Daiya Seto                                                           | 200 m wisselslag   | 1.57,48 | 1 Q    | 1.56,59        | 5 Q            | 51,11          | 8              |
| Daiya Seto                                                           | 400 m wisselslag   | 4.10,92 | 3 Q    | n.v.t.         | n.v.t.         | 4.11,78        | 7              |
| Tomoyuki Matushita                                                   | 400 m wisselslag   | 4.11,18 | 5      | n.v.t.         | n.v.t.         | 4.08,62        | Zilver         |
| Taishin Minamide                                                     | 10km open water    | n.v.t.  | n.v.t. | n.v.t.         | n.v.t.         | 1.56.57,3      | 15             |
| Tatsuya Murasa Katsuhiro Matsumoto Hidenari Mano Konosuke Yanagimoto | 4x200 m vrije slag | 7.08,43 | 8 Q    | n.v.t.         | n.v.t.         | 7.07,48        | 7              |
| Riku Matsumoto Taku Taniguchi Naoki Mizunuma Katsuhiro Matsumoto     | 4x100 m wisselslag | 3.34,84 | 14     | n.v.t.         | n.v.t.         | niet geplaatst | niet geplaatst |

Vrouwen
| atleet                                              | onderdeel          | series  | series | halve finale   | halve finale   | finale         | finale         |
| atleet                                              | onderdeel          | tijd    | rang   | tijd           | rang           | tijd           | rang           |
| --------------------------------------------------- | ------------------ | ------- | ------ | -------------- | -------------- | -------------- | -------------- |
| Waka Kobori                                         | 400 m vrije slag   | 4.08,02 | 11     | n.v.t.         | n.v.t.         | niet geplaatst | niet geplaatst |
| Reona Aoki                                          | 100 m schoolslag   | 1.06,98 | 19     | niet geplaatst | niet geplaatst | niet geplaatst | niet geplaatst |
| Satomi Suzuki                                       | 100 m schoolslag   | 1.06,04 | 4 Q    | 1.06,90        | 12             | niet geplaatst | niet geplaatst |
| Satomi Suzuki                                       | 200 m schoolslag   | 2.23,80 | 6 Q    | 2.23,54        | 8 Q            | 2.22,54        | 7              |
| Mizuki Hirai                                        | 100 m vlinderslag  | 56,71   | 2 Q    | 56,80          | 7 Q            | 57,19          | 7              |
| Rikako Ikee                                         | 100 m vlinderslag  | 57,82   | 14 Q   | 57,59          | 11             | niet geplaatst | niet geplaatst |
| Airi Mitsui                                         | 200 m vlinderslag  | 2.09,12 | 9 Q    | 2.08,71        | 11             | niet geplaatst | niet geplaatst |
| Hiroko Makino                                       | 200 m vlinderslag  | 2.10,79 | 15 Q   | 2.09,16        | 13             | niet geplaatst | niet geplaatst |
| Yui Ohashi                                          | 200 m wisselslag   | 2.11,70 | 15 Q   | 2.10,94        | 12             | niet geplaatst | niet geplaatst |
| Shiho Matsumoto                                     | 200 m wisselslag   | 2.11,67 | 14 Q   | 2.11,85        | 14             | niet geplaatst | niet geplaatst |
| Ageha Tanigawa                                      | 400 m wisselslag   | 4.43,18 | 13     | n.v.t.         | n.v.t.         | niet geplaatst | niet geplaatst |
| Mio Narita                                          | 400 m wisselslag   | 4.37,84 | 5 Q    | n.v.t.         | n.v.t.         | 4.38,83        | 6              |
| Nagisa Ikemoto Waka Kobori Hiroko Makino Rio Shirai | 4x200 m vrije slag | 7.58,39 | 9      | n.v.t.         | n.v.t.         | niet geplaatst | niet geplaatst |
| Rio Shirai Satomi Suzuki Mizuki Hirai Rikako Ikee   | 4x100 m wisselslag | 3.56,52 | 5 Q    | n.v.t.         | n.v.t.         | 3.56,17        | 5              |
| Airi Ebina                                          | 10km open water    | n.v.t.  | n.v.t. | n.v.t.         | n.v.t.         | 2.06.17,7      | 13             |